# Louisville (Kentucky)
Vous lisez un « article de qualité » labellisé en 2008.
Pour les articles homonymes, voir Louisville.
Louisville (prononcé en français : [lwi.vil] ; prononcé en anglais : [luːivɪl]) est une ville américaine, située dans l'État du Kentucky. Elle se trouve dans sa partie septentrionale, le long de la rivière Ohio, faisant office de frontière avec l'État voisin de l'Indiana. Louisville est le siège du comté de Jefferson et son agglomération s'étend jusqu'au sud de l'Indiana, ce qui lui vaut le surnom de Kentuckiana. Selon le recensement des États-Unis de 2010, la ville compte 597 337 habitants, appelés Louisvillians, ce qui en fait la ville la plus peuplée du Kentucky. Elle est classée en 27e position des villes les plus peuplées du pays, tandis que son aire urbaine compte 1 283 566 habitants, la 42e du pays. Selon les estimations de 2019, Louisville compte 617 638 habitants.
Officiellement, le nom de la ville se prononce comme en français, ayant été choisi en l'honneur de Louis XVI dont les soldats soutinrent les Américains contre la Grande-Bretagne durant la guerre d'indépendance.
Souvent considérée comme appartenant au Sud des États-Unis, la ville est aussi bien influencée par la culture du Sud que du Midwest. Elle est régulièrement cataloguée comme la ville du Sud la plus septentrionale ou comme la ville du Nord la plus méridionale,. La ville est célèbre pour accueillir, le premier samedi du mois de mai, une compétition de course de chevaux dénommée Kentucky Derby. Par ailleurs, Louisville est la ville de naissance du premier juge de la Cour suprême des États-Unis de confession juive, Louis Brandeis, du célèbre boxeur Mohamed Ali, du célèbre bédéiste Disney, Don Rosa, de l'écrivain Hunter S. Thompson et de l'actrice oscarisée Jennifer Lawrence. Enfin, la ville est un centre important pour l'industrie du tabac et du bourbon.

## Héraldique
Comme toute ville américaine, Louisville possède son propre drapeau et ses armoiries. Le sceau de la cité de Louisville n'est plus utilisé depuis la fusion du gouvernement de la cité avec celui du comté de Jefferson en 2003. Celui-ci représentait une fleur de lys en souvenir des liens historiques avec la France et 13 étoiles représentant les treize colonies britanniques en Amérique du Nord. Aujourd'hui, la fleur de lys est toujours présente sur le nouveau sceau, mais il n'y a plus que deux étoiles, une pour la cité et une pour le comté. Le drapeau de Louisville a aujourd'hui le même dessin que le sceau.

## Histoire

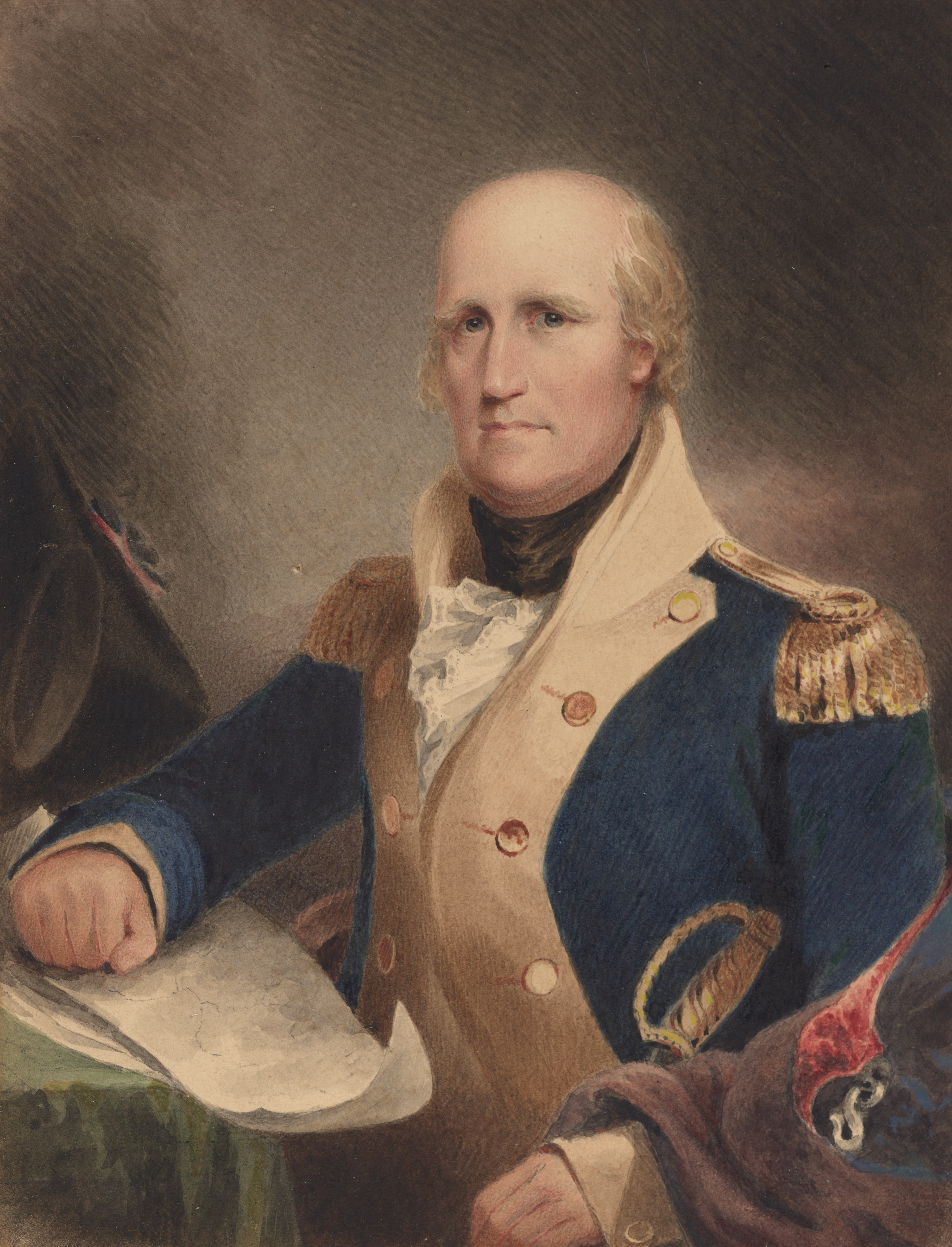
Le fondateur de Louisville, George Rogers Clark.

Bien que le Kentucky ait été habité par des Amérindiens à l'époque précolombienne, la région n'accueillait pas de population amérindienne sédentaire à l'arrivée des Européens. La région de Louisville était le terrain de chasse de la tribu Shawnee au nord et de la tribu Cherokee au sud.

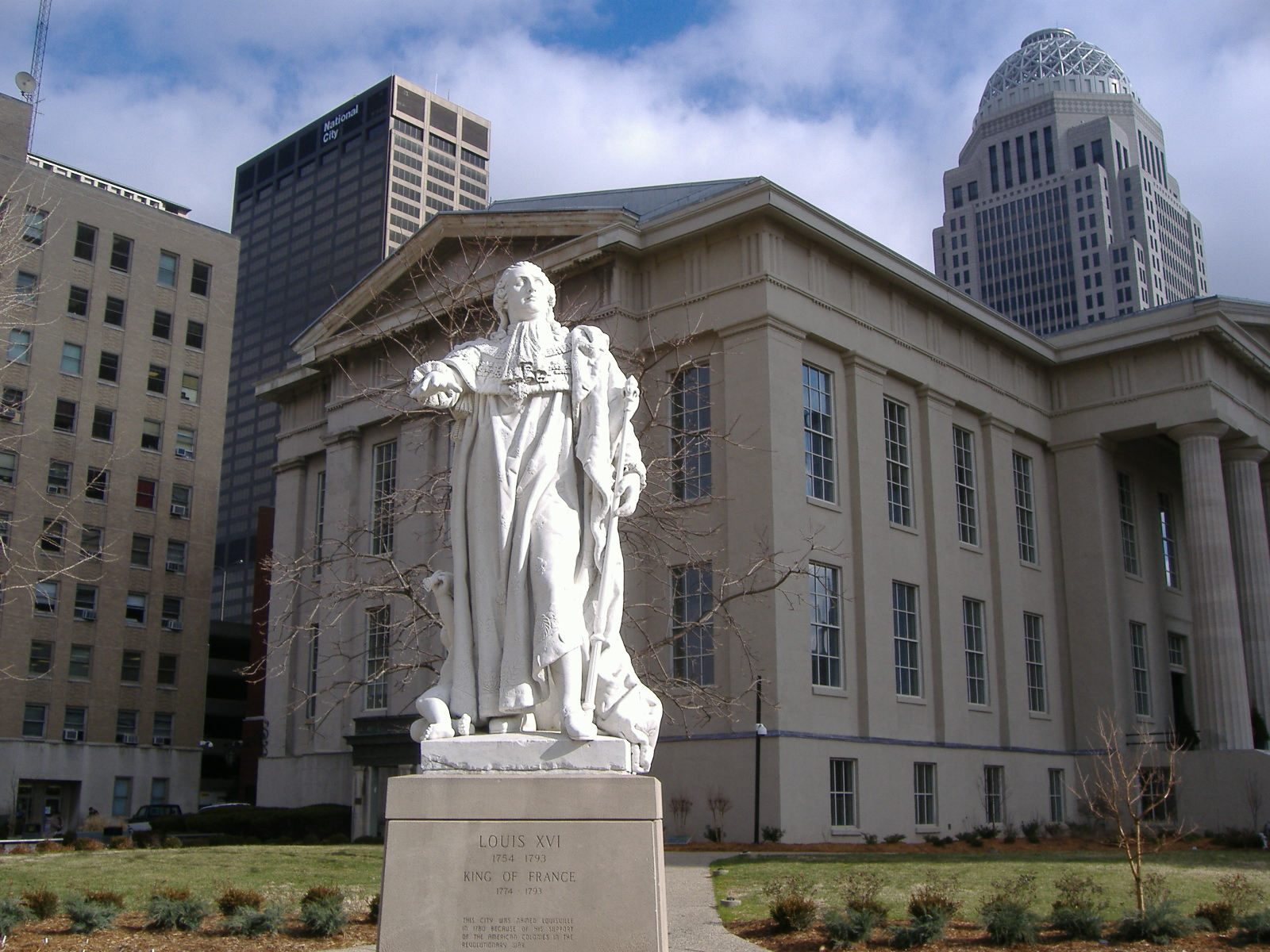
Statue offerte en 1966 par la ville de Montpellier (ville jumelle), du Roi Louis XVI, en l'honneur duquel la ville fut nommée Louisville lors de sa création.

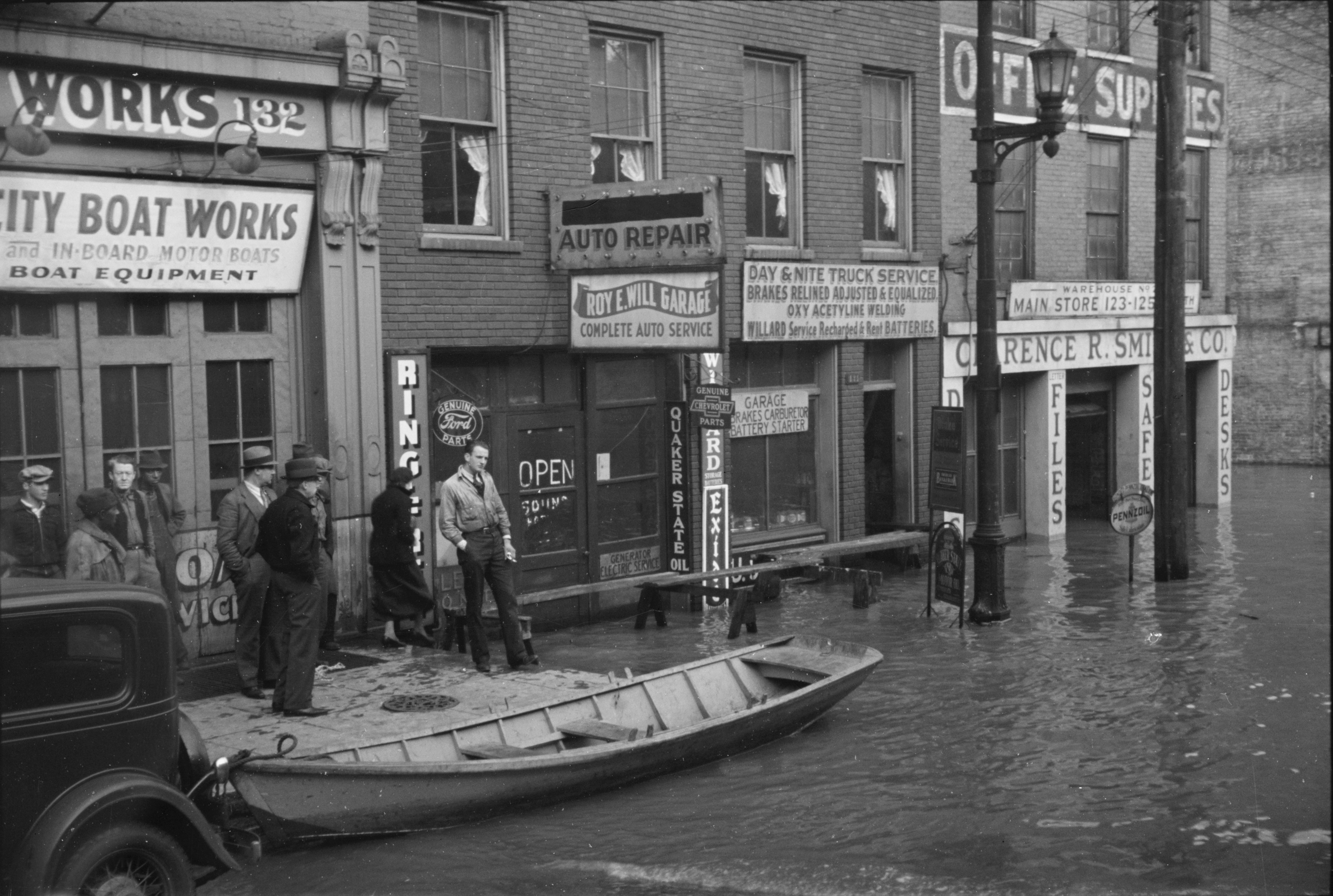
Inondations de 1937.

Les premiers colons européens s'installent dans la région de Louisville dès 1778, avec l'arrivée du colonel George Rogers Clark. La première ville est fondée par celui-ci en 1778, à proximité de Corn Island, et est nommée Louisville en l'honneur du roi Louis XVI dont les soldats soutinrent les Américains contre la Grande-Bretagne durant la guerre d'indépendance des États-Unis, et son emblème représente une fleur de lys. Clark est maintenant reconnu comme le fondateur de Louisville, et de nombreux lieux de la région sont nommés en son honneur ; l'histoire des Français à Louisville montre que la ville et sa région furent influencées par de nombreux immigrants d'origine française, et cela même avant la fondation de la ville par Clark. En 1780, l'Assemblée générale de Virginie donne son approbation à la charte de la ville.
Les premiers colons vivent dans des forts à cause des attaques indiennes, et ce jusqu'à la fin des années 1780. En 1803, les explorateurs Meriwether Lewis et William Clark passent par Louisville au niveau des chutes de la rivière Ohio, lors de leur grande expédition d'exploration vers les Grandes Plaines et les Montagnes Rocheuses.
Au début, la croissance de la cité provient essentiellement de la présence de chutes sur la rivière Ohio. En effet, les bateaux qui circulent entre les villes situées plus au nord sur la rivière (Cincinnati et Pittsburgh) et celles sur le Mississippi (Nouvelle-Orléans) doivent obligatoirement décharger leurs marchandises au niveau de Louisville, pour passer de l'autre côté des chutes. Cela développe une économie locale basée sur le portage des marchandises. En 1828, la population de Louisville franchit le cap des 7 000 habitants et elle devient ainsi une cité incorporée,. Deux ans plus tard, les travaux de construction du canal et du système d'écluses visant à contourner les chutes de la rivière Ohio sont achevés.

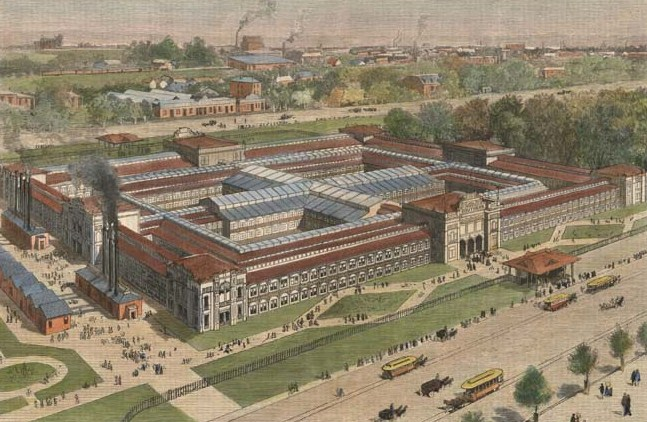
Vue de l'exposition de 1883 parue dans le Harper's Weekly (Henry Farny).

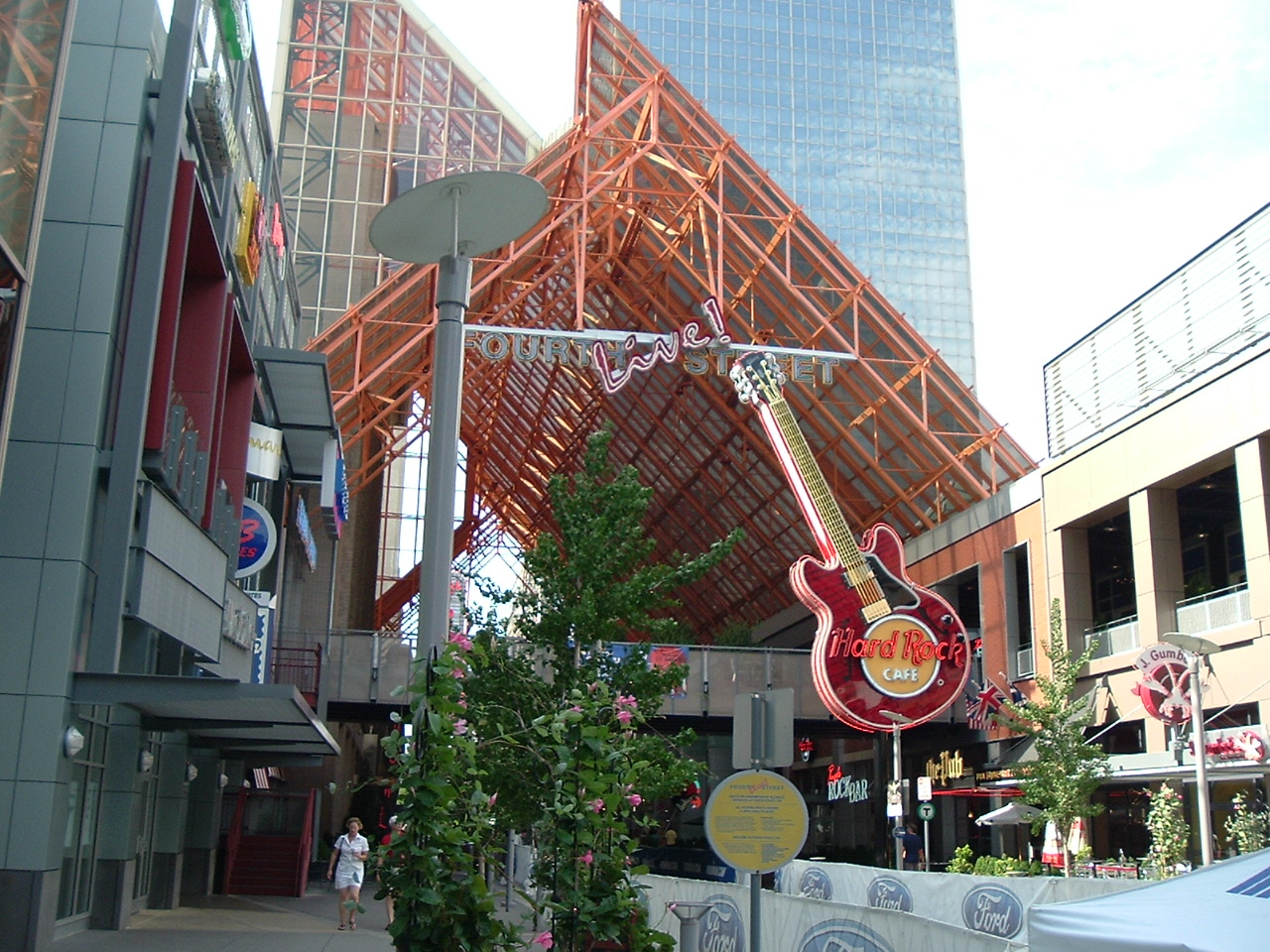
Le Fourth Street Live!, un symbole du renouveau urbain de la ville.

Avant la guerre de Sécession, l'économie de Louisville était également axée sur le commerce des esclaves. Les esclaves en provenance d'Afrique arrivent dans la ville avant d'être vendus pour travailler dans les cultures de coton ou de canne à sucre. La traversée vers le nord de la rivière Ohio signifie la liberté pour de nombreux esclaves. Durant la guerre de Sécession, le Kentucky reste neutre alors que la ville se prononce en faveur des Nordistes.
Durant la guerre de Sécession, la ville est une place forte de l'armée nordiste. La ville n'est cependant jamais attaquée par les Sudistes, bien que quelques batailles se soient produites dans les environs. De nombreuses campagnes nordistes partent de la ville en direction du sud. La ville est un centre logistique et de recrutement très important. Après 1865, de nombreux Sudistes qui viennent de perdre la guerre s'installent dans la région, et la ville devient alors une ville à tendance sudiste, d'autant plus que l'économie locale a été affectée par la fin de l'esclavage décrétée par les Nordistes.
Le premier Kentucky Derby a lieu le 17 mai 1875 sur un circuit alors nommé Louisville Jockey Club track (renommé plus tard Churchill Downs). Le Derby est au début piloté par le petit-fils de Meriwether Lewis. 10 000 spectateurs peuvent admirer la victoire du cheval Aristides.
D'autres événements se sont également déroulés dans la ville, comme la première présentation publique lors de la Southern Exposition en 1883 de la lampe à incandescence d'Edison (qui vécut deux années dans la ville), et la première bibliothèque du sud du pays ouverte aux Afro-américains,.
Le 27 mars 1890, la cité est ravagée par une tornade de force F4. Une estimation donne une fourchette du nombre de victimes comprise entre 74 et 120. La cité est néanmoins rapidement remise en état. En janvier et février 1937, de fortes précipitations tombent sur la région et 70 % de la ville sont inondés. 175 000 habitants doivent déménager. Depuis, des digues ont été bâties pour qu'une telle catastrophe ne se reproduise plus.
Comme d'autres villes du pays, Louisville entre en crise dans les années 1960 et 1970. Le développement des moyens de transport favorise l'exode urbain et le déménagement vers les banlieues environnantes. La santé de l'économie décline en même temps. La population diminue sensiblement durant cette période. Plus récemment, la ville a essayé de revitaliser son tissu urbain et l'exode de la population s'est estompé. Des quartiers sont rénovés et des infrastructures visant à attirer des habitants ont été aménagées comme le Fourth Street Live!.

## Géographie

Carte détaillée de la ville et de sa banlieue proche.

Louisville est située au centre de la partie septentrionale du Kentucky, juste à la frontière avec l'État de l'Indiana (dont elle n'est séparée que par la rivière Ohio). La ville est le siège du comté de Jefferson. Elle appartient à la Bluegrass region (« Région de l'Herbe Bleue ») qui tire son nom de l'herbe locale dont l'épi a une coloration bleutée. Riche de cette herbe, la région a développé une agriculture d'élevage et est notamment reconnue pour l'élevage de chevaux. Le Kentucky possède également de nombreuses cultures de tabac qui ont favorisé en partie le développement économique de Louisville. Le comté de Jefferson et Louisville font partie des Wet Counties (littéralement « comtés mouillés ») ce qui signifie que la vente d'alcool n'est pas prohibée. En effet, sur les 120 comtés du Kentucky, seuls trente permettent la vente d'alcool. Les 90 autres sont surnommés Dry counties (« comtés secs »).

### Topographie

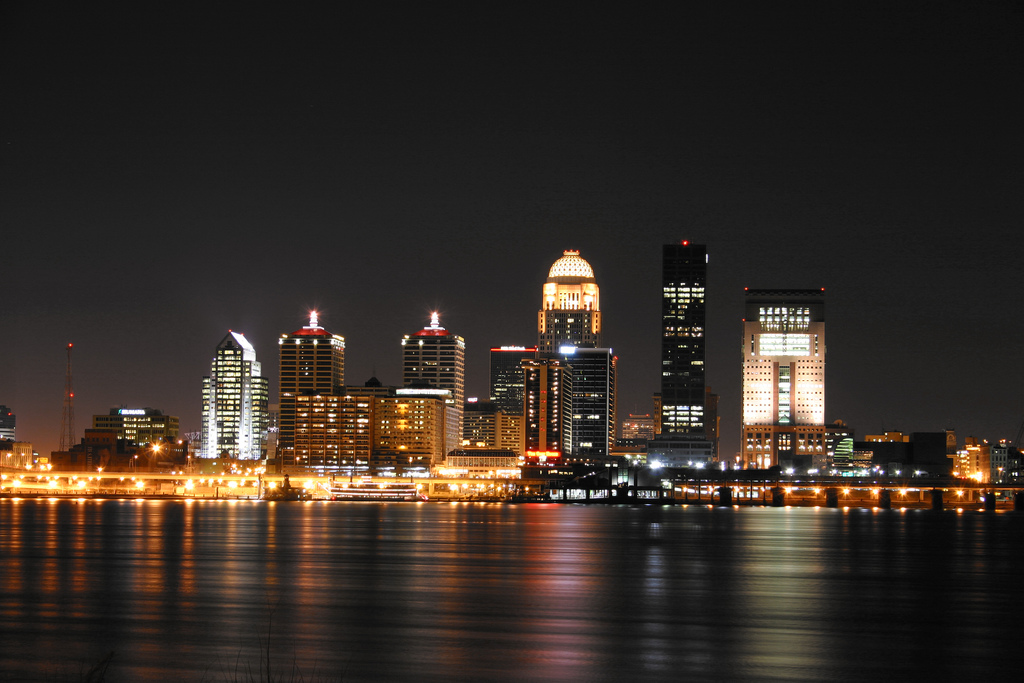
Panorama de Louisville vue de l'Indiana.

Selon le bureau des statistiques des États-Unis, la zone métropolitaine de Louisville couvre une superficie de 1 032 km2, dont 35 km2 sont constitués par des étendues d'eau.
Après Pittsburgh et Cincinnati, Louisville est la troisième plus grande agglomération située le long de la rivière. Cette rivière, qui est un important affluent du fleuve Mississippi, offre un accès au golfe du Mexique et donc à l'océan Atlantique. Cette position a favorisé le développement de la ville et de son port. À l'origine, des cascades empêchaient le passage des bateaux au niveau de la ville. Un système d'écluses a été construit pour les contourner et ainsi permettre le transport par bateaux sur tout le cours supérieur de la rivière, en direction de Cincinnati et de Pittsburgh.
Une grande partie de Louisville se situe sur une large plaine inondable et est entourée par des collines. Cette plaine fortement marécageuse fut drainée pour permettre à la ville de s'étendre. Dans les années 1840, la plupart des ruisseaux furent canalisés afin de prévenir tout risque d'inondation et pour éviter les épidémies. Les zones situées à l'est de l'Interstate 65 se trouvent en dehors de la plaine alluviale et sont jalonnées de collines. L'altitude varie en moyenne entre 140 et 175 m autour de la ville. La partie la plus au sud du comté de Jefferson est très peu développée. Cette région qui se nomme Knobs region accueille la Jefferson Memorial Forest.

### Géologie
Il y a plus de 350 millions d'années, à la suite du phénomène de tectonique des plaques, l'actuelle région de Louisville était située au sud de l'équateur sous une mer tropicale habitée par des poissons et des coraux. En mourant, les coquilles de ces organismes, riches en carbonate de calcium, tombaient au fond de la mer en se transformant au fil du temps en roches calcaires. Dans ces roches sédimentaires se trouvent des fossiles d'organismes ayant vécu à cette époque avec notamment des crinoïdes, des bryozoaires, des brachiopodes et des trilobites. Les roches à proximité de la rivière Ohio datent de la période du Dévonien. Ces fossiles sont visibles au niveau des chutes de l'Ohio.
La partie occidentale du comté en bordure du fleuve Ohio est composée essentiellement d'alluvions charriées au fil du temps par la rivière. La partie orientale du comté, plus élevée, est quant à elle majoritairement constituée d'argiles et de roches calcaires plus jeunes datant du Crétacé.

### Climat

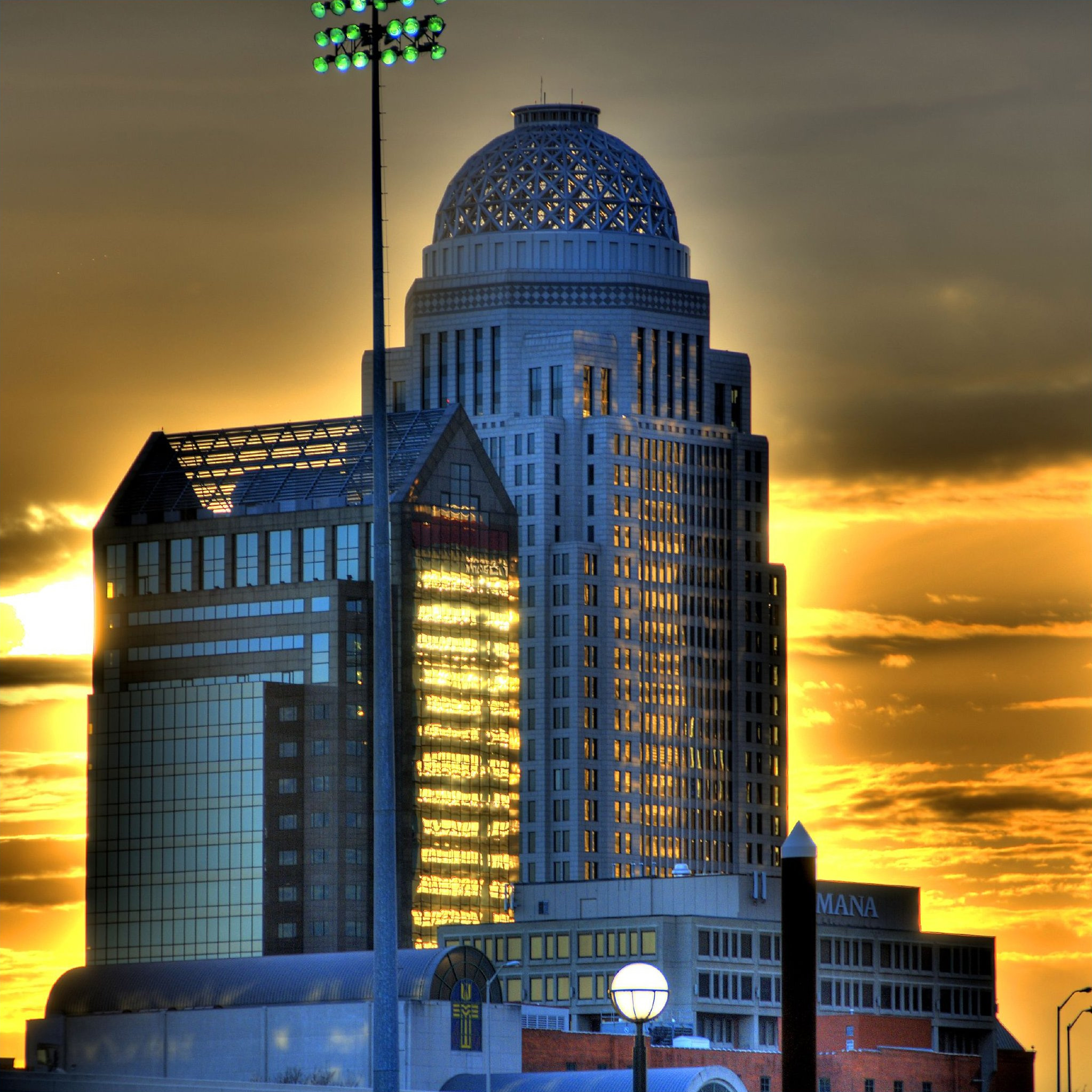
Coucher de soleil sur l'AEGON Center.

Louisville est située à la limite septentrionale de la zone de climat subtropical humide (Köppen Cfa ou Cwa),. Les étés sont généralement chauds et humides. La température moyenne journalière annuelle est de 13 °C alors que l'épaisseur de neige annuelle est de 41 cm. Les précipitations annuelles sont en moyenne de 1 131 mm. La période la moins arrosée correspond au début de l'automne, mais en général les précipitations sont réparties de manière régulière sur toute l'année.
Durant l'hiver et spécialement en janvier et février, plusieurs jours de neige sont possibles. Janvier est le mois le plus froid avec des moyennes maximales de l'ordre de 5 °C et des températures minimales moyennes proches de −4 °C. Juillet est le mois le plus chaud avec des températures de 30-37 °C le jour et de 21 °C la nuit,. La température la plus chaude jamais relevée était de 42 °C, en juillet 1936, alors que le record de froid fut de −30 °C, en janvier 1994. Cependant, les températures peuvent varier fortement d'un jour à l'autre en toute saison car la ville est à l'intersection de plusieurs masses d'air. Des phénomènes tels que des tornades, des tempêtes, des canicules ou des tempêtes de neige sont possibles.
Comme une grande partie de la zone comprise entre la vallée de San Fernando et Los Angeles en Californie, la vallée de la rivière Ohio dans laquelle se trouve la ville a tendance à retenir la pollution atmosphérique. La ville est classée 38e au classement des villes américaines dont l'air est le plus pollué. Des effets climatiques locaux se produisent dans l'agglomération à cause de la présence de l'homme. Ainsi, les températures dans les régions proches des industries et le long des autoroutes sont souvent plus élevées qu'en banlieue, comme à Anchorage où les températures sont souvent 3 °C plus basses qu'en centre-ville.
| Mois                                       | Janv | Fév  | Mars  | Avr  | Mai   | Juin | Juil  | Août | Sept | Oct  | Nov  | Déc  | Année      |
| ------------------------------------------ | ---- | ---- | ----- | ---- | ----- | ---- | ----- | ---- | ---- | ---- | ---- | ---- | ---------- |
| Record des températures maximales (°C)     | 25   | 26   | 31    | 33   | 37    | 39   | 42    | 41   | 40   | 33   | 29   | 24   | 42 (1936)  |
| Températures maximales moyennes (°C)       | 5    | 8    | 14    | 19   | 24    | 28   | 31    | 30   | 26   | 20   | 13   | 7    | 18,7       |
| Températures minimales moyennes (°C)       | -4   | -2   | 3     | 8    | 13    | 18   | 21    | 20   | 16   | 9    | 4    | -1   | 8,7        |
| Record de température minimale (°C)        | -30  | -28  | -18   | -6   | -1    | 6    | 9     | 7    | 1    | -5   | -18  | -26  | -30 (1994) |
| Moyennes mensuelles de précipitations (mm) | 83,3 | 82,6 | 112,0 | 99,3 | 124,0 | 95,5 | 109,2 | 86,6 | 77,5 | 70,9 | 96,8 | 93,7 | 1 131,4    |

## Architecture et urbanisme

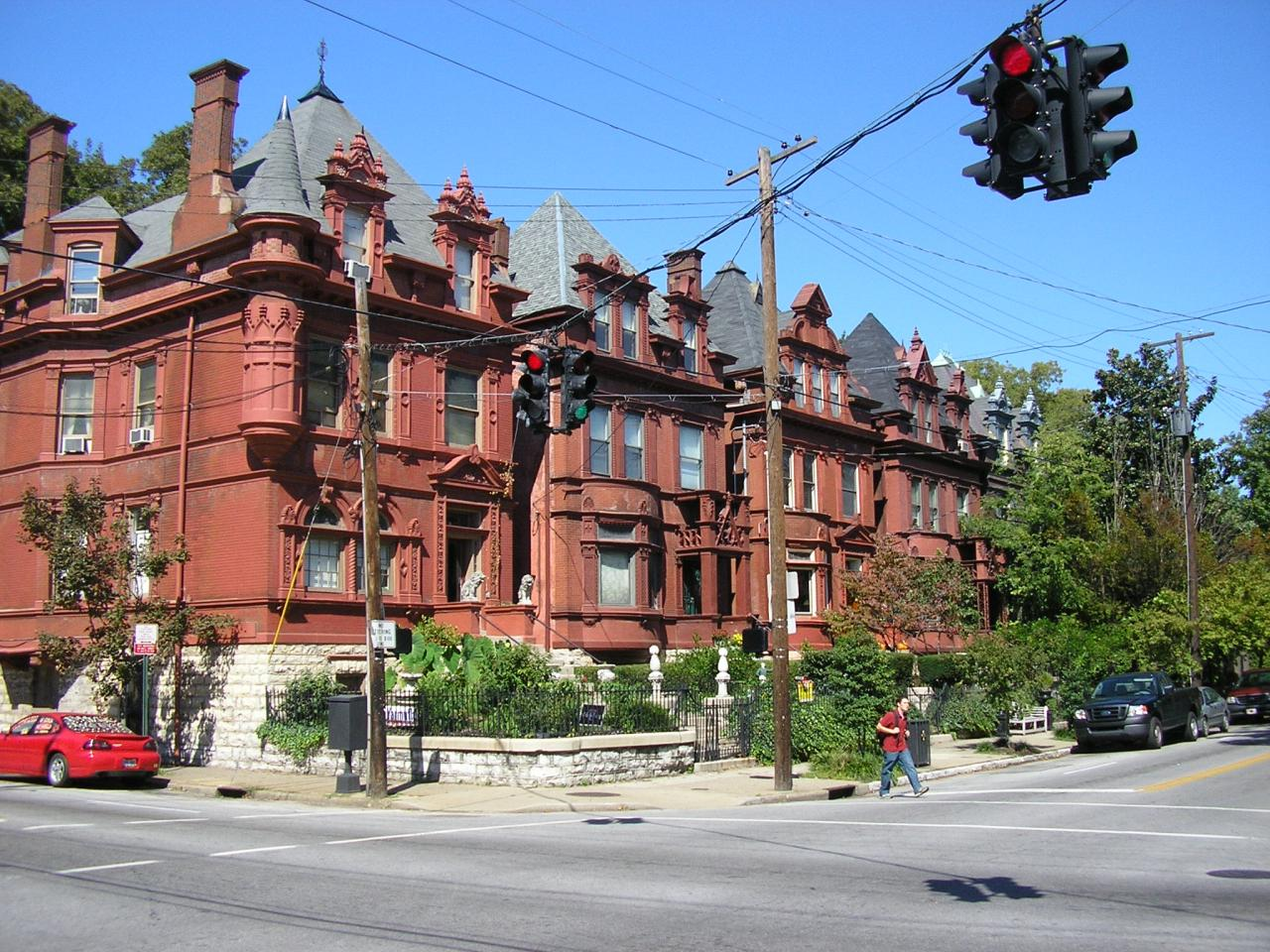
Architecture dans le Old Louisville.

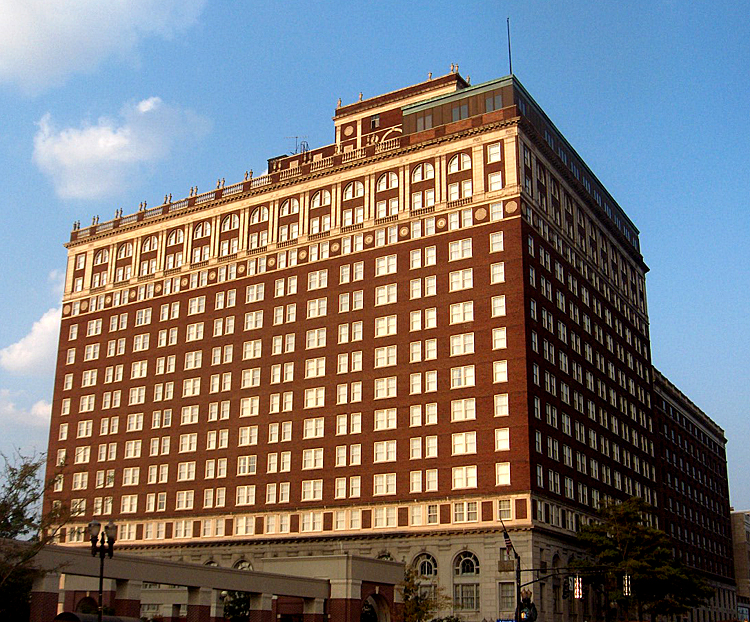
The Brown Hotel.

En 2008, la ville totalise neuf gratte-ciel dont la hauteur dépasse les 100 m. Le plus grand, nommé AEGON Center, atteint 167 m de hauteur. Ce gratte-ciel qui tient le haut du classement depuis 1993 aurait perdu son titre en 2010 si le projet de construction du Museum Plaza n'avait pas été abandonné. Ce dernier aurait dû culminer à 212 m. La plupart de ces immeubles sont situés dans le quartier des affaires de Downtown Louisville. Ce quartier, à l'emplacement originel de la ville de Louisville, est le plus grand quartier des affaires de l'État du Kentucky. Après un certain exode de la population consécutif à la Seconde Guerre mondiale, le quartier a connu un renouveau depuis les années 1970. Il fut longtemps considéré comme un lieu de travail et non un lieu de résidence. Depuis les années 2000, de nombreux commerces et bâtiments résidentiels sont réapparus dans le quartier en vue d'y faire revenir la population. La construction du stade de baseball Louisville Slugger Field et du parc Waterfront en 1998 participa à son renouveau. En 2007, le Fourth Street Live! fut achevé. Le Muhammad Ali Center et le Kentucky Center sont quelques preuves du renouveau culturel du quartier. Les bâtiments de West Main Street ont une architecture originale avec des façades décorées en fonte.
Le quartier de Old Louisville (Vieux Louisville) est un des rares quartiers du pays à disposer d'une architecture victorienne aussi riche. Les maisons sont faites généralement de briques et une bonne partie d'entre elles possède des vitraux. Plusieurs de ces bâtiments de l'époque victorienne ont une architecture romane. Le quartier est préservé et fait partie du Registre national des lieux historiques. Malgré son nom, le vieux Louisville n'est pas le plus vieux quartier de la ville. Ce quartier n'est apparu que 100 ans après la création de la ville au niveau de Downtown Louisville. La ville est née le long de la rivière Ohio et ce n'est qu'un siècle plus tard que le quartier maintenant nommé Vieux Louisville est apparu en tant qu'extension vers le sud du quartier initial. Ce n'est que dans les années 1960 que le quartier fut renommé et son nom était à l'origine Southern Extension qui signifie extension du sud.
| Gratte-ciel de Louisville (Kentucky) classés par hauteur |                     |         |                 |                      |
| Rang                                                     | Nom                 | Hauteur | Nombre d'étages | Date de construction |
| 1                                                        | AEGON Center        | 167 m   | 34              | 1993                 |
| 2                                                        | National City Tower | 156 m   | 40              | 1972                 |
| 3                                                        | PNC Plaza           | 128 m   | 30              | 1971                 |
| 4                                                        | Humana Building     | 127 m   | 27              | 1985                 |
| 5                                                        | B&W Tower           | 111 m   | 26              | 1982                 |
| 6                                                        | Meidinger Tower     | 111 m   | 26              | 1982                 |
| 7                                                        | Waterfront Plaza II | 104 m   | 25              | 1993                 |
| 8                                                        | Waterfront Plaza I  | 104 m   | 25              | 1991                 |
| 9                                                        | E.ON U.S.Center     | 100 m   | 23              | 1989                 |

### Quartiers

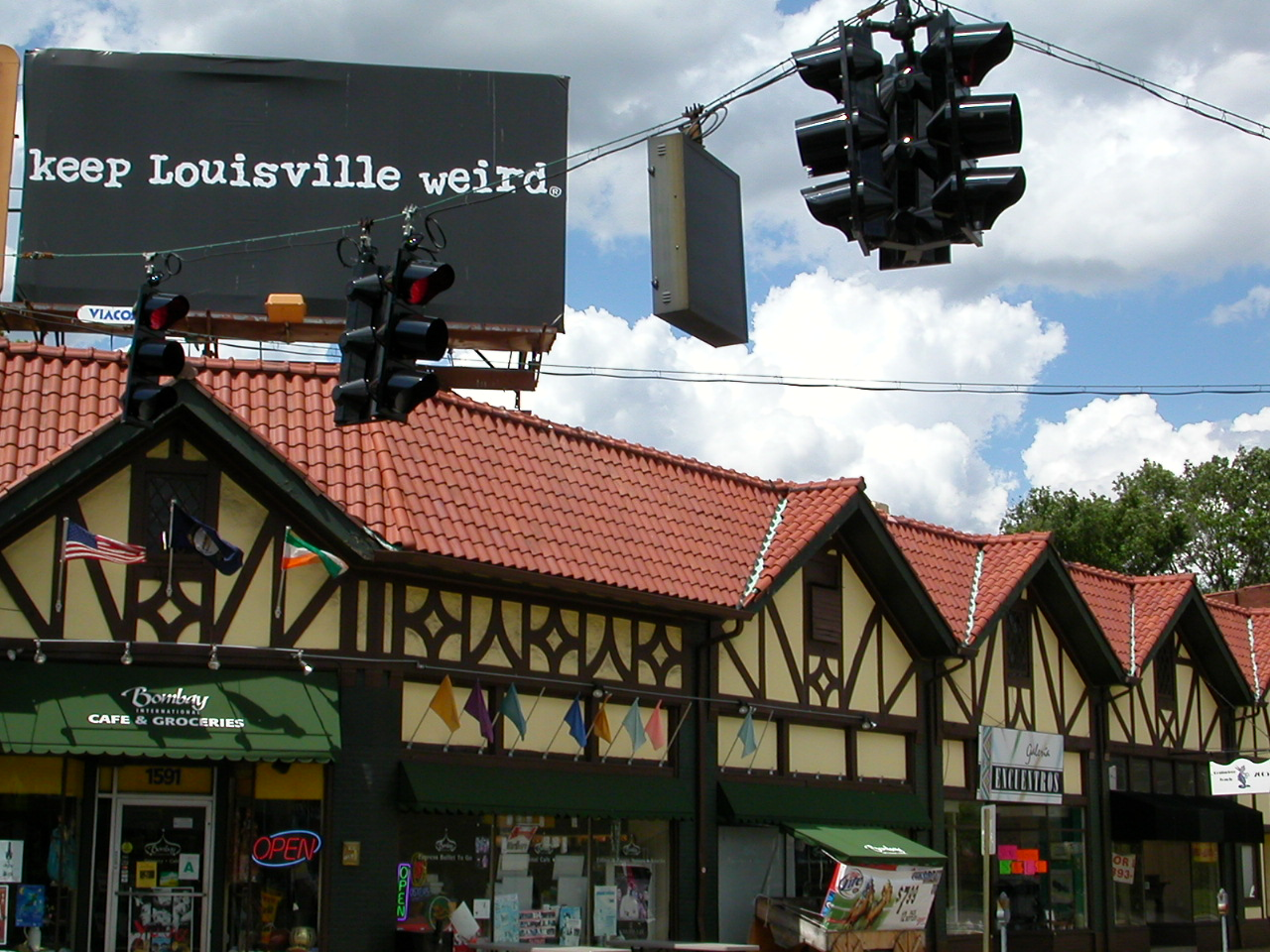
Le quartier des Highlands est bien connu pour ses clubs de nuit.

Le Downtown Louisville, le quartier des affaires, est situé au sud de la rivière Ohio et plus précisément au sud-est des chutes de la rivière Ohio. La ville est bien desservie en voies de communication et l'aéroport international de Louisville se situe à environ 10 km au sud de la banlieue sud de la ville. Les zones industrielles se trouvent au sud et à l'ouest de l'aéroport, mais aussi à l'est au niveau du Hurstbourne Parkway.
Les grandes zones résidentielles sont situées au sud-ouest, au sud et à l'est de la ville. L'architecture de la ville est un mélange de nouveau et d'ancien. Les environs du vieux Louisville, juste au sud du quartier des affaires, ont conservé de nombreux bâtiments de style architectural victorien.
Depuis le milieu du XXe siècle, Louisville a souvent été découpée en trois parties : la partie ouest (West End), sud (South End) et est (East End). La population du secteur ouest est essentiellement composée d'Afro-américains, la partie sud est composée de blancs, en général issus de la classe ouvrière, et la partie orientale est occupée par la classe moyenne et l'élite,. Le prix des maisons est le plus bas à l'ouest de l'Interstate 65, à l'ouest et au sud de la ville. Des prix moyens se retrouvent entre les Interstates 64 et 65, au sud et à l'est de la ville, alors que les prix les plus élevés se trouvent au nord de l'Interstate 64, à l'est de la ville.
Les immigrants en provenance de l'Asie du Sud-Est s'installent en général dans les quartiers sud, alors que les immigrants originaires d'Europe de l'Est s'installent plutôt dans les quartiers est. Une enquête de 2005 classe Louisville au septième rang sur la liste des grandes villes les plus sûres des États-Unis.

## Économie
| Taux de chômage (12-2007) | Taux de chômage (12-2007) | Taux de chômage (12-2007) | Taux de chômage (12-2007) |
| ------------------------- | ------------------------- | ------------------------- | ------------------------- |
|                           | Louisville                | Kentucky                  | États-Unis                |
| Taux de chômage           | 5,4                       | 5,3                       | 4,8                       |

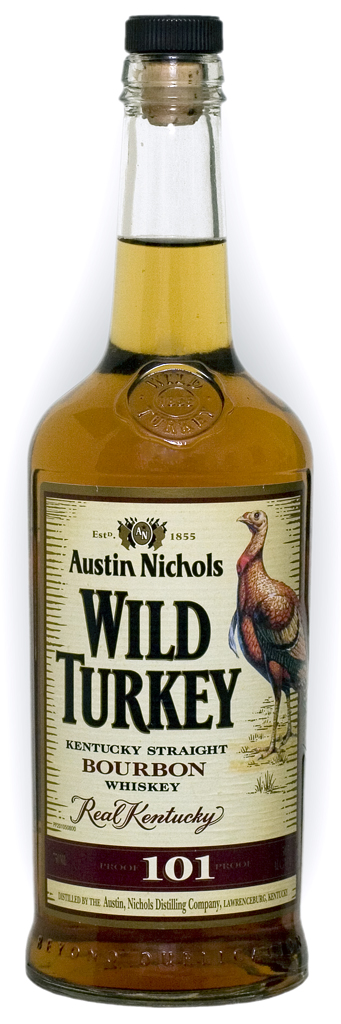
Louisville et le Kentucky, grands producteurs de bourbon.

L'économie de Louisville s'est au départ développée autour du transport par bateaux. Sa position stratégique près des chutes de la rivière Ohio et sa position centrale à l'est des États-Unis en ont fait un point de passage obligé. Le canal Louisville and Portland et le chemin de fer Louisville and Nashville Railroad furent des voies importantes pour le transport fluvial et ferroviaire. Aujourd'hui, l'économie de Louisville est encore axée sur le transport grâce à la présence de la société UPS, dont le hub principal est localisé dans l'aéroport international de la ville. La position de la ville à l'intersection des Interstate 64, 65 et 71 favorise également l'économie dans ce domaine. En 2003, le port de Louisville était classé en septième position des plus grands ports intérieurs du pays. L'automobile est représentée par la société américaine Ford qui y possède deux usines et par l'unité de fabrication de pneumatiques du groupe français Michelin. La société General Electric possède également une usine.
L'économie de la ville s'est récemment déployée dans le domaine médical. Des centres de recherches sont ainsi apparus autour de l'université de Louisville et ont réalisé des avancées médicales dans les domaines de la chirurgie cardiaque et du traitement des cancers. Citons par exemple la première greffe au monde d'une main humaine, la première transplantation d'un cœur artificiel et le développement du premier vaccin contre le VPH.
L'économie est également active dans la production du bourbon même si la prohibition est chose courante dans l'État du Kentucky. En 2007, le taux de chômage de la métropole était dans la moyenne du Kentucky et légèrement supérieur à celui du pays.
En 2007, la ville accueillait les sièges de quatre sociétés faisant partie du classement Fortune 1000 : l'assureur Humana (no 110), la chaîne de restauration rapide Yum! Brands, Inc. (no 262) propriétaire de KFC, Pizza Hut, Taco Bell, Long John Silver's et A&W Restaurants, la compagnie en soins de santé Kindred Healthcare (no 497) et le fabricant de spiritueux Brown-Forman Corporation (no 828). La ville accueille également le fabricant de battes de baseball Hillerich & Bradsby et la société de soins de santé Norton Healthcare. La société UPS est de loin le premier pourvoyeur d'emploi de la région devant Ford et Norton Healthcare. Louisville réalise environ 90 % des boules à facettes écoulées aux États-Unis et accueille la société Ohio Valley Wrestling qui est connue dans le milieu du catch.
Louisville a longtemps abrité le quartier général de la firme Brown & Williamson qui était la troisième plus grande compagnie de fabrication de tabac. En 2004, la société fusionna avec RJ Reynolds Tobacco Company pour former Reynolds American. L'image de Brown & Williamson et de l'industrie du tabac du Kentucky avait été égratignée dans le film Révélations sorti en 1999. Dans le livre Gatsby le Magnifique, Al Capone se réunissait avec ses associés durant la prohibition dans l'hôtel de Louisville Seelbach Hotel.

## Démographie
| Groupe :    | Louisville | Kentucky | États-Unis |
| Blancs      | 62,9       | 90,1     | 75,1       |
| Noirs       | 33,0       | 7,3      | 12,3       |
| Asiatiques  | 1,4        | 0,7      | 3,6        |
| Amérindiens | 0,2        | 0,2      | 0,9        |
| Autres      | 1,5        | 1,7      | 8,1        |
| Total       | 100        | 100      | 100        |

Lors du recensement des États-Unis de 2000, la commune de Louisville avait une population de 256 231 habitants (la première fois depuis 1820 que la population de Louisville a été dépassée par la population de la ville universitaire de Lexington, située à environ 120 km à l'est de Louisville et fusionnée avec le comté de Fayette). Le 7 novembre 2000 (soit 26 ans après Lexington), la population de Louisville et du comté de Jefferson ont également décidé par référendum de fusionner les gouvernements de la commune et du comté. Le nouveau gouvernement, dit Louisville-Jefferson County Metro Government ou Louisville Metro, a pris effet le 1er janvier 2003. Avec cette fusion, la ville est à nouveau la plus grande ville de l'État du Kentucky.
Selon le Bureau du recensement des États-Unis, la population de Louisville Metro était de 597 337 habitants (27e position du pays). L'aire urbaine de Louisville, dit zone statistique métropolitaine Louisville-Jefferson, comprend Louisville et sa banlieue dans les États du Kentucky et de l'Indiana ; cette agglomération totalise une population de 1 283 566 habitants en 2010, ce qui la place à la 42e du classement des aires métropolitaines du pays.
Selon le recensement de 2000, sur les 256 231 habitants, on retrouvait 111 414 ménages et 61 374 familles dans la cité. La population était composée de 62,9 % de Blancs, de 33,0 % d'Afro-américains, de 0,20 % d'Amérindiens et de 1,40 % d'Asiatiques. La proportion de la population afro-américaine est ainsi largement supérieure à la valeur moyenne du Kentucky et même des États-Unis.
25,7 % des ménages avaient des enfants de moins de 18 ans, 45,2 % étaient des couples mariés. 26,7 % de la population avait moins de 20 ans, 22,1 % entre 20 et 34 ans, 15,7 % entre 35 et 44 ans, 21 % entre 45 et 64 ans et 18,3 % au-dessus de 65 ans. L'âge moyen était de 35,8 ans. La proportion de femmes était de 100 pour 89,7 hommes.
Le revenu moyen d'un ménage était de 28 843 dollars (États-Unis=41 994 $)  et de 18 193 dollars (États-Unis=25 587 $) en moyenne par habitant. Le revenu moyen des hommes était de 30 608 dollars et de 24 439 dollars pour les femmes. Finalement, 20,9 % (États-Unis=21,6 %) de la population se situaient sous le seuil de pauvreté.

## Religions

### Catholicisme

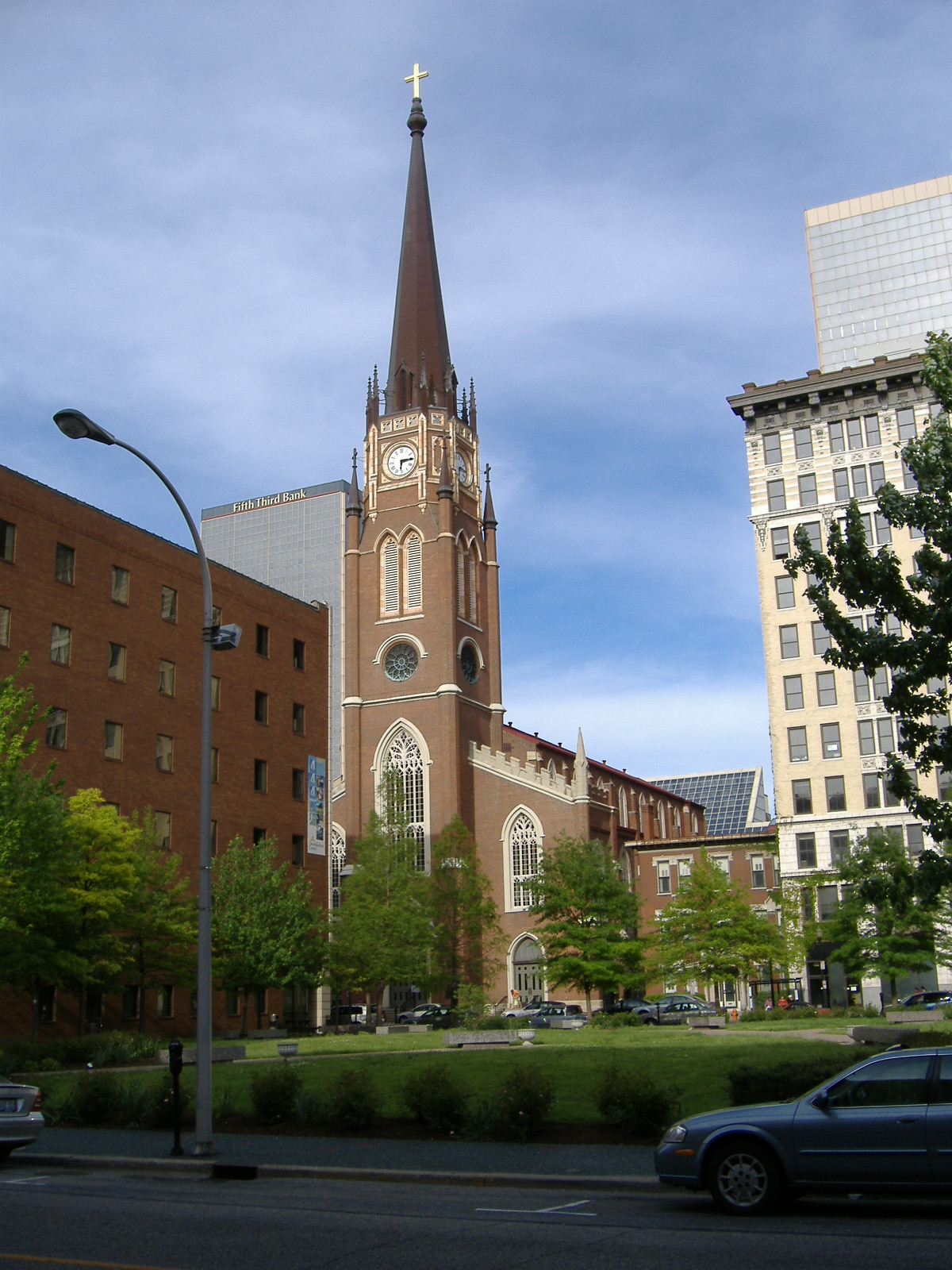
La cathédrale de l'Assomption de Louisville.

Bien que de nombreuses religions soient présentes dans la ville, le catholicisme et le protestantisme sont les principales. La ville compte ainsi 135 421 habitants de confession catholique. Ils dépendent de l'archidiocèse de Louisville qui englobe 24 comtés du Kentucky ce qui représente 121 paroisses sur plus de 21 000 km2. La cathédrale de l'Assomption, située dans le quartier de Downtown Louisville, en est le siège. L'abbaye trappiste de Notre Dame de Gethsemani, résidence monastique de l'écrivain catholique Thomas Merton, se situe dans la zone métropolitaine. Louisville accueille également le plus grand groupe catholique des États-Unis dédié au rosaire (Our Lady's Rosary Makers) avec environ 17 000 membres actifs à travers le monde.

### Protestantisme
Un nombre important de résidents de Louisville sont protestants. On y trouve ainsi une congrégation Baptiste, l'église chrétienne du Sud-Ouest qui est une des plus importantes du pays. La ville accueille également le quartier général de l'église presbytérienne des États-Unis.

### Judaïsme
La population de confession juive tourne autour des 8 500 habitants répartis sur cinq synagogues. La plupart de ces familles sont originaires d'Europe orientale et sont arrivées en bonne partie à la fin du XXe siècle.

### Islam
En 2001, on a estimé le nombre de musulmans pratiquants entre 4 000 et 10 000 personnes, réparties sur six mosquées.

### Hindouisme
Le seul temple hindou du Kentucky se trouve dans la banlieue de la ville depuis 1999. Celui-ci accueille environ 125 membres.

### Mormons
La métropole abrite également le 76e temple mormon dédié aux Saints des derniers jours.

## Administration

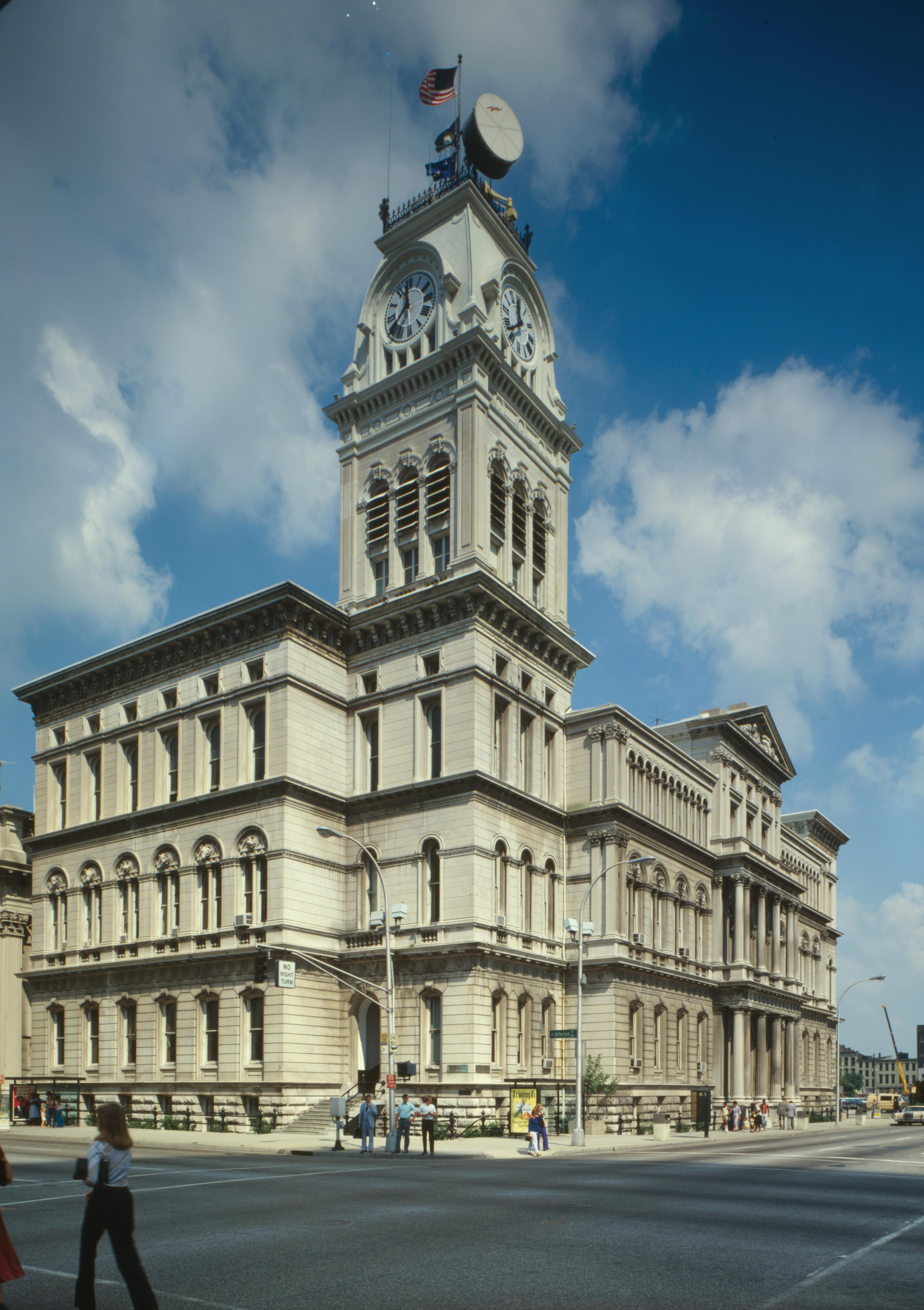
Hôtel de ville de Louisville.

Louisville et le comté de Jefferson ont fusionné depuis 2003. L'ensemble est dirigé de 2003 à 2011 par le démocrate Jerry Abramson, surnommé « le maire à vie ». En effet, celui-ci a effectué trois mandats consécutifs (1986–1998) à la tête de Louisville, soit le maximum autorisé par les règlements de la ville. À la suite de la création d'un tout nouveau conseil pour la zone métropolitaine en 2003, il effectue deux nouveaux mandats. Greg Fisher lui succède en 2011.
Le conseil de la zone métropolitaine est composé de 26 sièges (un par district), élus pour quatre ans et renouvelables par moitié tous les deux ans.
En ce qui concerne les élections fédérales et notamment l'élection des représentants au congrès des États-Unis, Louisville et sa zone métropolitaine s'étendent sur deux districts différents. En 2007, le district centré sur Louisville était à tendance Démocrate alors que le district qui s'étend sur les limites extérieures de la zone métropolitaine était de tendance républicaine.

### Criminalité
Louisville est une des villes les plus sûres du pays et a d'ailleurs été classée par Morgan Quitno Press dans le top 10 des villes importantes ayant la meilleure sécurité. En 2006, Louisville fut ainsi classée en huitième position.
| Année | Meurtres |
| ----- | -------- |
| 2005  | 55       |
| 2006  | 50       |
| 2007  | 79       |

En 2006, la zone métropolitaine a enregistré 50 meurtres ce qui est inférieur à ce qui existe en moyenne dans les zones métropolitaines proches et similaires que sont Cincinnati-Hamilton, Indianapolis-Marion et Nashville-Davidson. Le taux de criminalité est ainsi parfois 50 % plus faible que dans les cités voisines. Dans l'ensemble, l'État du Kentucky se place à la cinquième position des États les plus sûrs du pays. La zone métropolitaine de Louisville connaît un taux de violence de 412,6 par 100 000 habitants en 2005 comparativement à un taux de 894,1 pour Nashville, de 575,4 pour Indianapolis et de 544,4 pour St Louis.
La violence criminelle est surtout concentrée dans la partie occidentale de Downtown. Le quartier de West End, situé au nord de la route Algonquin Parkway et à l'ouest de la Septième rue, a été le théâtre de 32 meurtres sur les 79 de la cité en 2007.

## Éducation

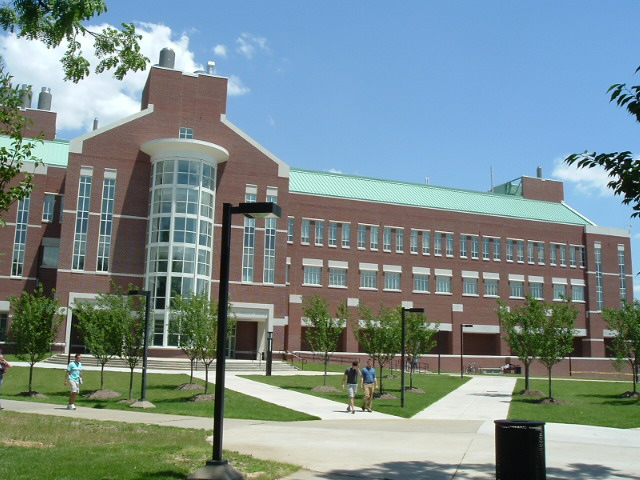
Université de Louisville, centre de recherche Belknap terminé en 2005.

Le système scolaire public dénommé Jefferson County Public Schools, regroupe plus de 98 000 étudiants dans 89 écoles primaires, 24 collèges, 22 lycées et 22 autres centres scolaires. Louisville possède aussi de nombreuses écoles privées, dont 27 écoles catholiques et plusieurs écoles protestantes. Ces dernières forment le système scolaire protestant le plus important du pays quant au nombre d'élèves. La ville accueille également une école spécialisée pour les aveugles.
Les universités principales de la ville sont l'université de Louisville, l'université Bellarmine, la Spalding University, la Sullivan University et le Jefferson Community and Technical College (faisant partie du Kentucky Community and Technical College System), ainsi que le Louisville Presbyterian Theological Seminary, le Simmons College of Kentucky, et le Séminaire théologique baptiste du Sud. L'Indiana University Southeast est située de l'autre côté de la rivière Ohio à New Albany en Indiana.
Selon le recensement américain de 2000, le pourcentage de la population de Louisville ayant au minimum un diplôme supérieur de bachelier était de 21,3 % (24 % au niveau national) et 76,1 % de la population possédait un diplôme de lycée (Moyenne nationale de 80 %).

## Culture
La ville de Louisville possède de nombreux attraits d'un point de vue culturel. Une des chansons les plus connues au monde est originaire de la ville. Il s'agit de la chanson Joyeux Anniversaire (Happy Birthday To You) qui a été inventée par deux sœurs enseignantes de la ville nommées Patty et Mildred Hill.

### Spectacles

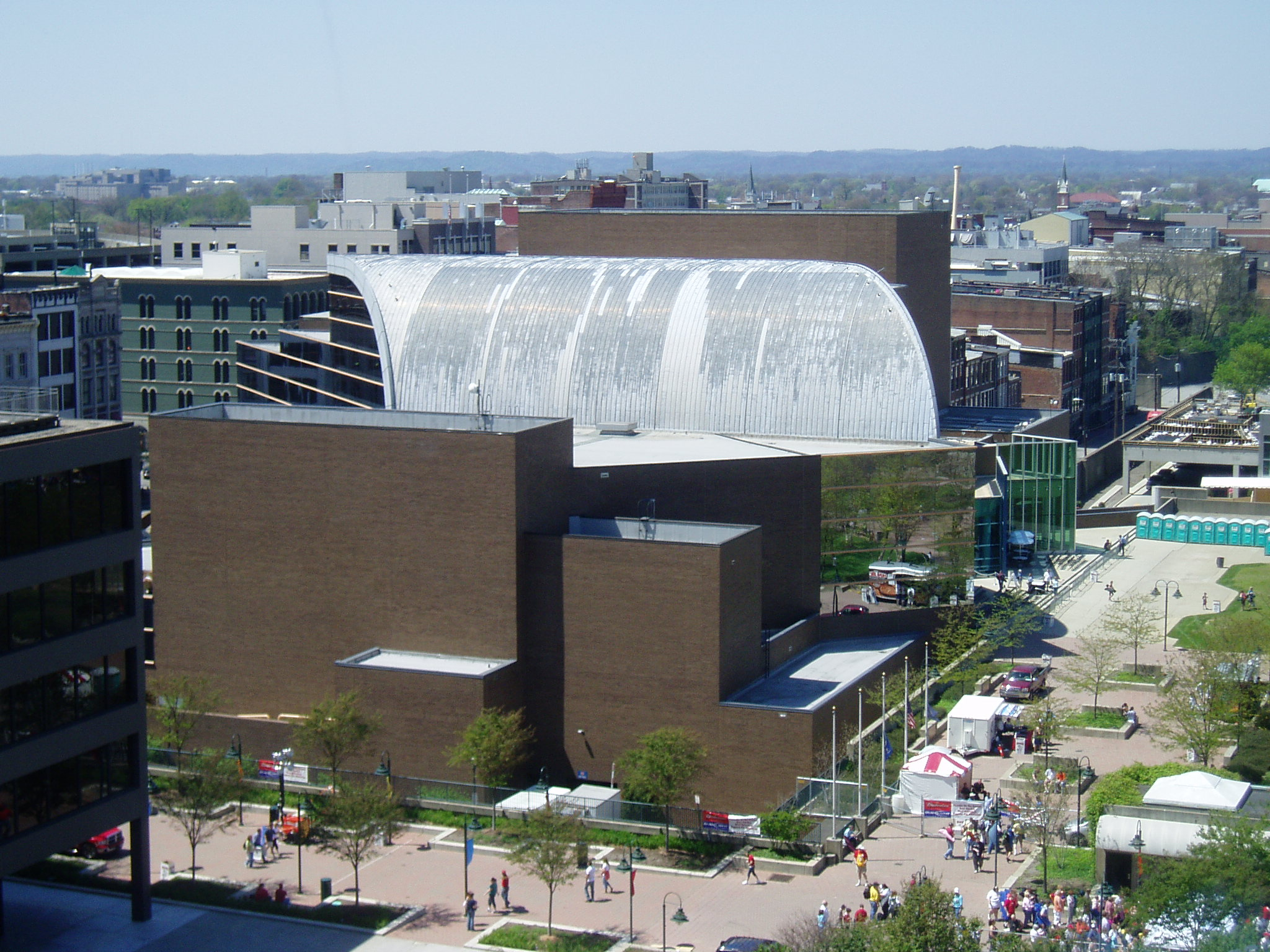
Le Kentucky Center dans le quartier des affaires.

La cité de Louisville dispose de nombreuses infrastructures culturelles. Le Kentucky Center, inauguré en 1983 et localisé sur West Main Street, propose différents spectacles et concerts. Cette salle est ainsi utilisée par plusieurs groupes artistiques comme le ballet de Louisville, l'orchestre de Louisville et l'opéra du Kentucky qui est l'un des plus anciens opéras des États-Unis.
Apparu en 1964, l'Actors Theatre of Louisville, une pièce centrale du milieu culturel de la ville avec une dotation annuelle de 17 millions de dollars, a un impact économique significatif dans la cité. Il accueille entre autres chaque printemps le Humana Festival of New American Plays qui a pour but de faire connaître de jeunes artistes. Chaque année, ses équipes réalisent plus de 20 productions dans des domaines classiques ou contemporains.

### Musées

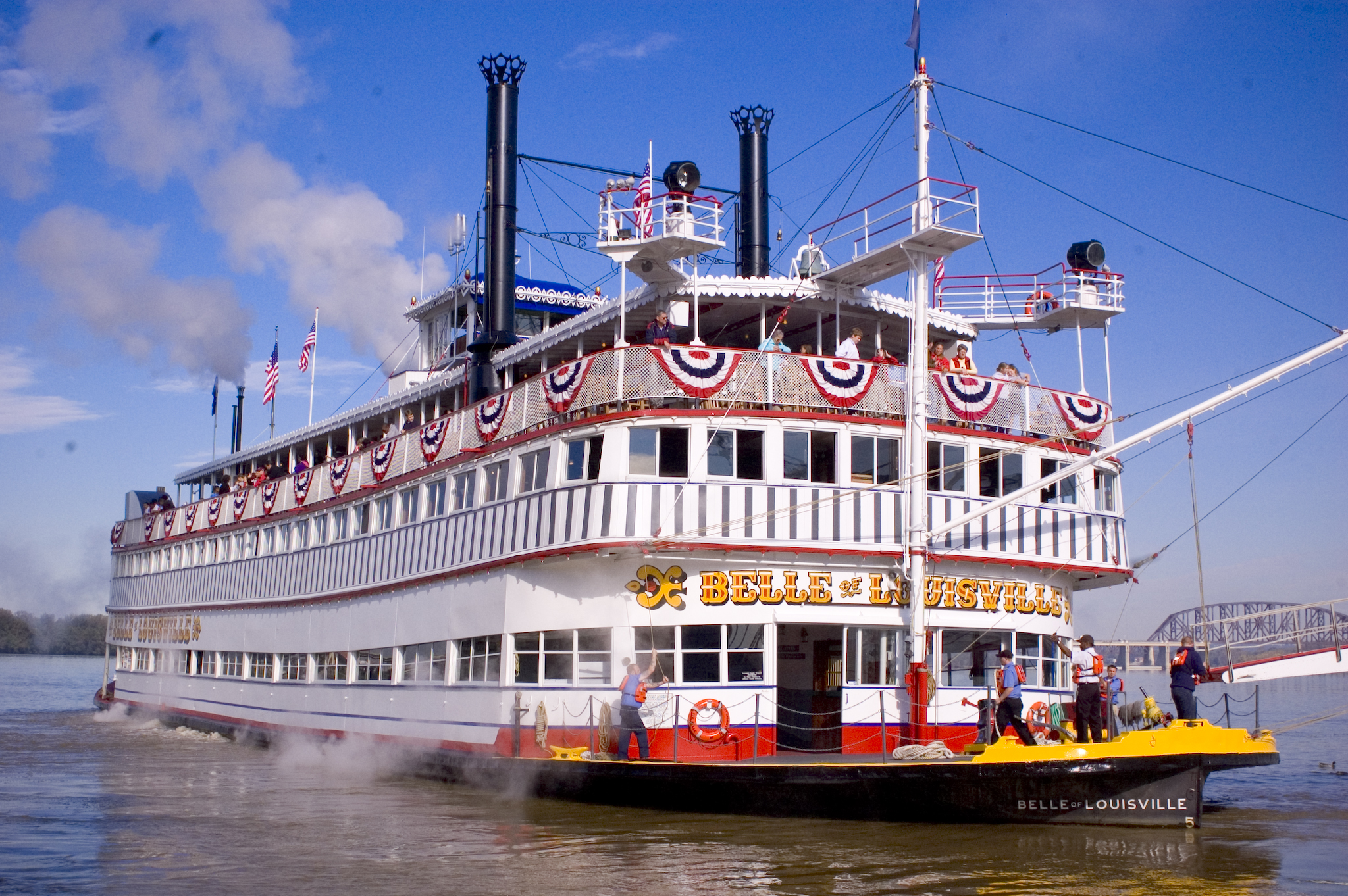
Le Belle of Louisville.

La West Main Street dans le quartier des affaires accueille le Frazier International History Museum. Ouvert en 2004, ce musée propose des collections d'armes, d'armures sur une période de 1 000 ans aux États-Unis et au Royaume-Uni. Le bâtiment dispose de trois niveaux d'expositions, d'un auditorium de 120 places et d'une salle de cinéma de 48 places. À proximité, le Louisville Science Center propose des expositions interactives relatives aux sciences et possède une salle de cinéma IMAX. Le Muhammad Ali Center, ouvert en novembre 2005, met en valeur le célèbre boxeur Muhammad Ali et des valeurs de tolérance.
Le Speed Art Museum, ouvert depuis 1927, est la plus importante galerie d'arts du Kentucky. Situé près de l'université de Louisville, le musée propose 12 000 pièces en collections permanentes mais accueille régulièrement des expositions temporaires. D'autres galeries d'arts sont également présentes au travers de la cité comme sur l'East Market Street et la West Main Street. Le Louisville Slugger Museum est le musée de la batte de Baseball Slugger qui a vu le jour dans la ville.

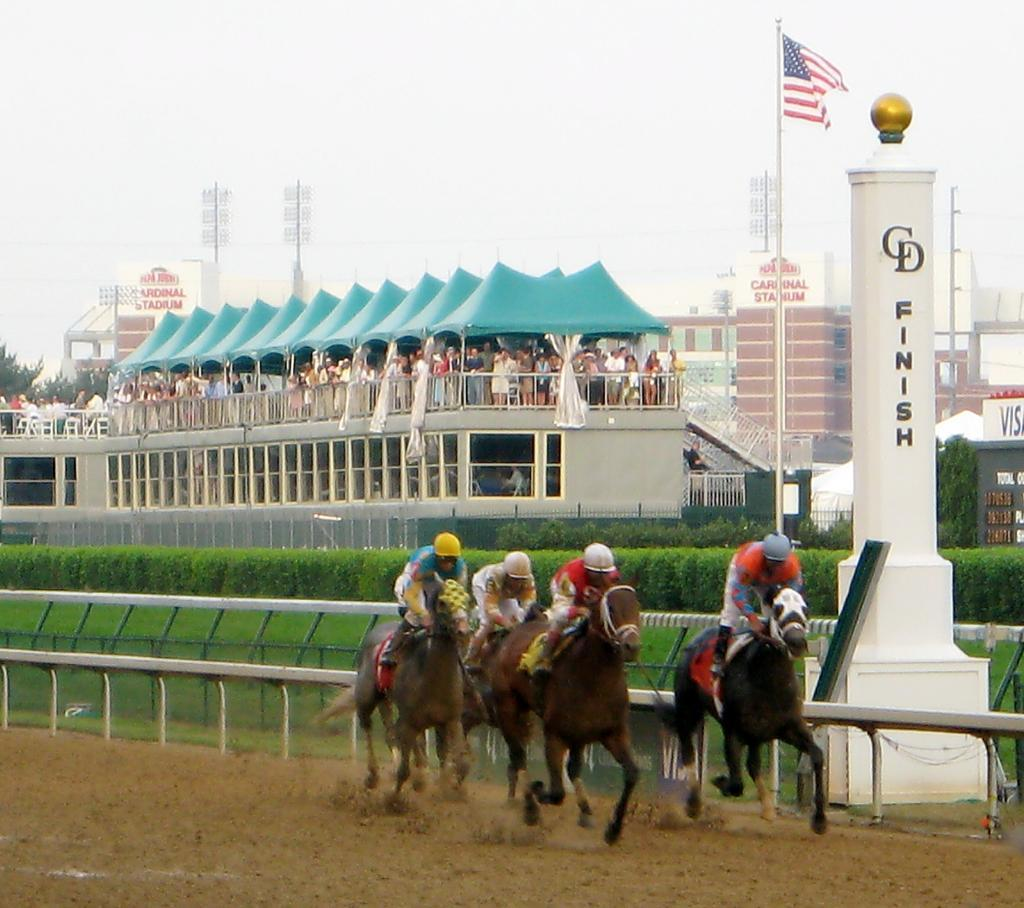
Hippodrome de Churchill Downs lors du Kentucky Derby (2007).

Des musées d'histoire locale sont dispersés au travers de la ville. La Filson Historical Society, fondée en 1884, abrite 1,5 million de manuscrits et plus de 50 000 livres dans sa bibliothèque. La collection se concentre essentiellement sur le Kentucky et la vallée de la rivière Ohio. Des collections de portraits et plus de 10 000 artéfacts sont également visibles. Le Locust Grove, qui est l'ancienne maison du fondateur de Louisville George Rogers Clark, donne une idée de la vie des premiers habitants de la ville. Le centre d'interprétation des chutes de l'Ohio joue également un rôle de musée d'histoire naturelle en abritant des fossiles découverts à proximité et datant du Dévonien.
La ville regorge également de nombreux attraits historiques comme l'hippodrome Churchill Downs, le château d'eau Louisville Water Tower et le bateau à vapeur Belle of Louisville. Celui-ci est le plus vieux des bateaux à vapeur toujours en service aux États-Unis. L'United States Marine Hospital of Louisville est considéré comme le meilleur hôpital subsistant d'avant la guerre de Sécession. Il fut dessiné par Robert Mills qui a également conçu le Washington Monument. Le Fort Knox, qui n'est pas très éloigné des limites de la zone métropolitaine, est célèbre pour abriter une réserve d'environ 4 570 tonnes en lingots d'or.

### Festivals

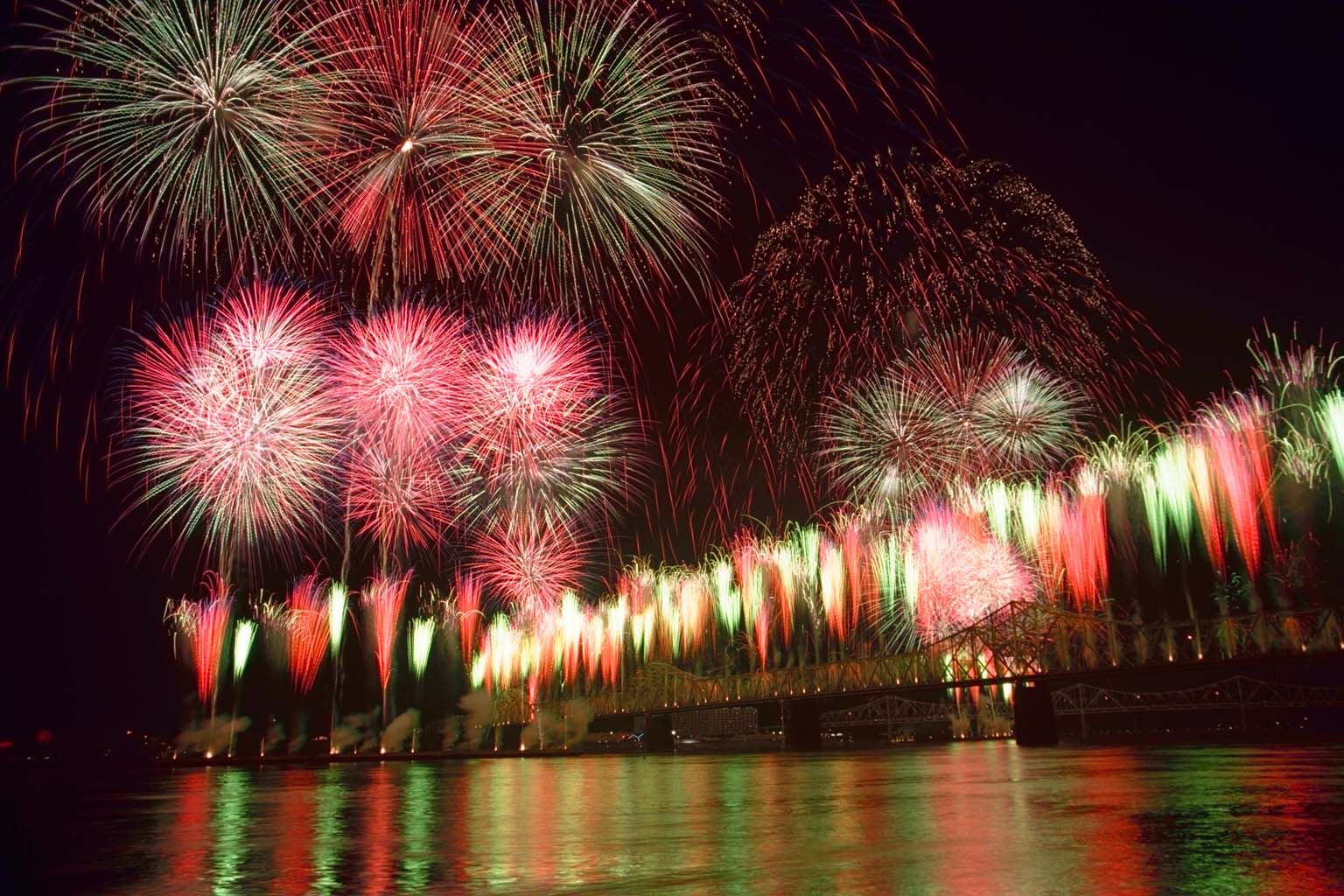
Feu d'artifice lors du festival du Kentucky Derby.

Louisville accueille chaque année de nombreux évènements culturels. Le plus connu d’entre eux est probablement le Kentucky Derby qui se tient chaque premier samedi de mai. Avant ce jour de courses hippiques et durant deux semaines, la ville accueille un festival qui atteint son apogée lors d'un important feu d'artifice. En plus de parades, le festival est aussi le théâtre d'un lâcher de ballons, d’une course de bateaux à vapeur dont le Belle of Louisville et d'un marathon.
Fin février ou début mars se tient le Humana Festival of New American Plays dans l'Actors Theatre of Louisville durant six semaines.
En été, la ville accueille le festival du Kentucky relatif à Shakespeare avec des représentations gratuites dans le Central Park. Une foire d’exposition a lieu chaque année dans le Kentucky Exposition Center.
En septembre a lieu un des plus gros rassemblements du pays de montgolfières qui met à l’affiche des courses de ballons. À proximité de la ville se tient également le même mois un festival du bourbon.
Le mois d’octobre propose le St. James Court Art Show où des milliers d'artistes se donnent en spectacle ou montrent leurs œuvres dans les rues du quartier d'Old Louisville. Chaque premier vendredi du mois, un trolley du TARC spécialement affrété à l'intention des amateurs d'arts relie les différentes galeries artistiques de la ville.

### Parcs et espaces verts

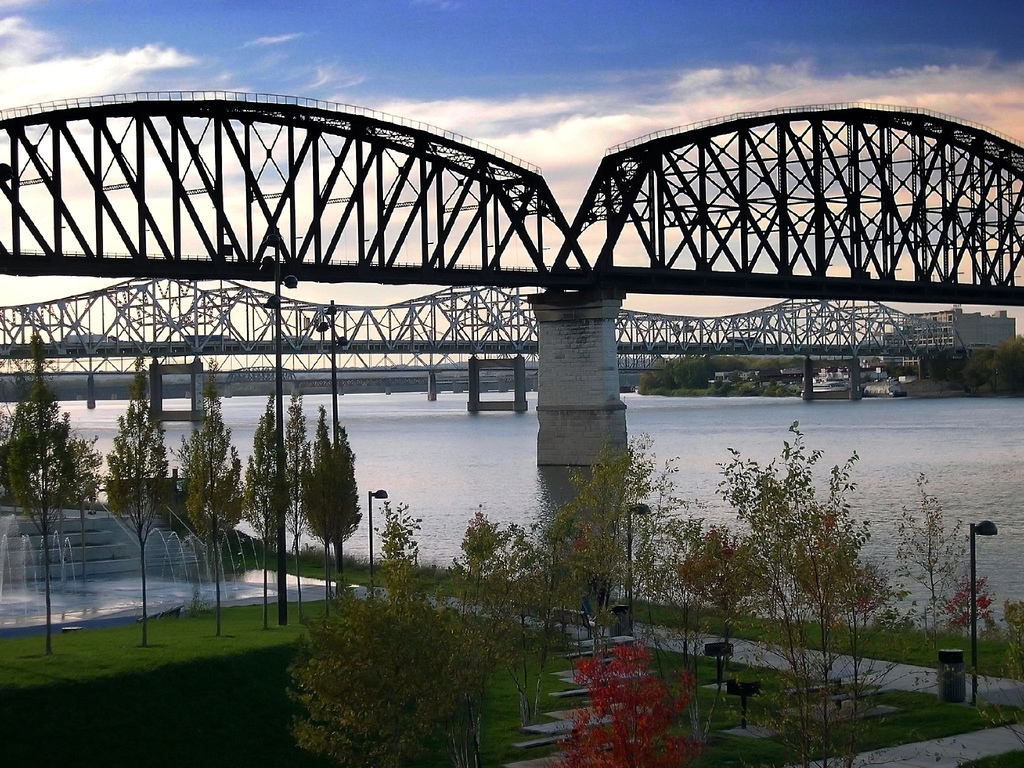
Parc le long de la rivière Ohio.

La zone métropolitaine de Louisville possède 123 parcs couvrant une surface de 57 km2. Plusieurs de ces parcs ont été dessinés par Frederick Law Olmsted qui a par exemple conçu le célèbre Central Park à New York. Le Louisville Waterfront Park, qui est situé le long de la rivière Ohio, accueille de nombreux concerts gratuits de musique et divers festivals alors que le Cherokee Park  est un des parcs les plus visités du pays. Les autres parcs importants sont l'Iroquois Park, le Shawnee Park et le Central Park.
Au sud de la ville se trouve la Jefferson Memorial Forest qui couvre à elle seule 24,52 km2 ce qui en fait la plus importante forêt urbaine municipale aux États-Unis. La forêt possède environ 50 km de sentiers pour les promeneurs.
Louisville abrite également le Cave Hill Cemetery qui protège la tombe du Col. Harland Sanders fondateur de la chaine de restaurants Kentucky Fried Chicken et aussi la tombe de Thomas Jefferson 3e président des États-Unis. La ville abrite aussi le Zachary Taylor National Cemetery  qui accueille la tombe du président Zachary Taylor, le zoo de Louisville et ses plus de 1 300 animaux, le parc d'attractions Kentucky Kingdom et le Falls of the Ohio National Wildlife Conservation Area sont les autres endroits appréciés des touristes.
Un projet vise à créer un sentier pavé pour les piétons et les cyclotouristes entourant toute la zone métropolitaine. Le projet devrait également voir l'apparition de nouveaux parcs. Des plans prévoient d'étendre la Jefferson Memorial Forest de plus de 6 km2. Finalement, à environ 120 km au sud-ouest de la cité se trouve le parc national de Mammoth Cave.

### Médias
Le journal principal de la ville se nomme The Courier-Journal. La chaîne de télévision WAVE 3 qui dépend de NBC fut la première chaîne de télévision du Kentucky. La chaîne WHAS 11 qui est elle affiliée à ABC appartenait à la famille Bingham qui était également à la tête du The Courier-Journal et de la principale radio locale 84 WHAS. La MetroTV est une des autres chaînes de télévision de Louisville.

## Sports

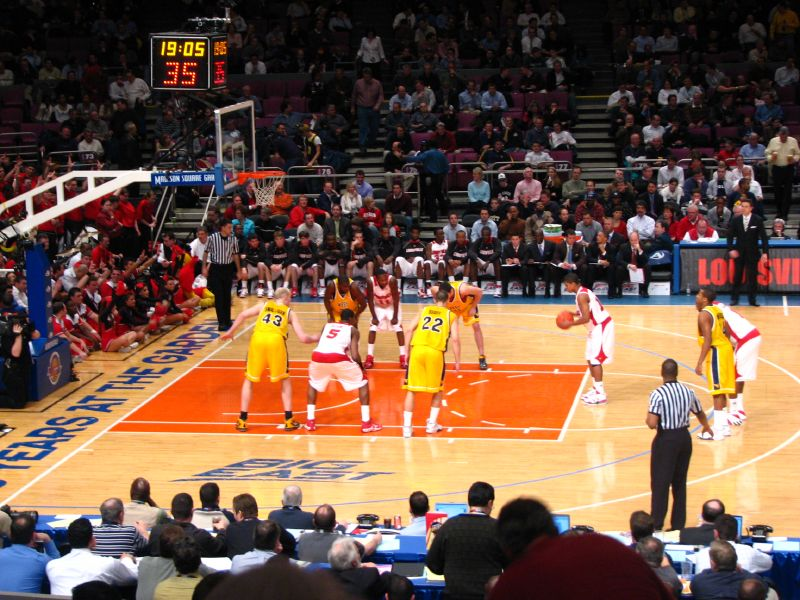
L'équipe de Basket-ball des Cardinals de Louisville (en blanc et rouge).

Les sports d'université et de l'enseignement secondaire sont très populaires à Louisville avec en particulier les équipes attachées à l'université de Louisville. L'équipe masculine de basket des Cardinals de Louisville qui a remporté trois titres nationaux (1980, 1986 et 2013) est l'équipe de basket-ball universitaire américain la plus rentable du pays avec un revenu total de 14 630 277 dollars lors de la saison 2002-2003. Depuis 2001, l'entraîneur de l'équipe n'est autre que Rick Pitino qui est l'ancien entraîneur des Celtics de Boston et des Wildcats du Kentucky. Une grande rivalité sportive existe entre les Cardinals et les Wildcats du Kentucky. L'équipe de baseball du campus participa aux College World Series en 2007, 2013 et 2014.
En football américain, l'équipe des Cardinals de Louisville a accueilli de grands sportifs comme Johnny Unitas, Deion Branch avec en 1991 une victoire en finale du Fiesta Bowl. L'équipe a ensuite rejoint la Big East Conference et remporta en 2007 l'Orange Bowl.
Les courses de chevaux sont également importantes pour le sport de Louisville. L'hippodrome du Churchill Downs accueille le Kentucky Derby qui est un des évènements sportifs les plus importants de l'État du Kentucky. Le Churchill Downs a également accueilli la Breeders' Cup à six occasions comme en 2006. D'autres sports équestres sont également mis en avant et le cheval est important pour toute la région de Bluegrass. Louisville possède le club de golf Valhalla qui a accueilli en 1996, 2000 et 2014 le championnat PGA et qui en 2008 accueillera la Ryder Cup. La ville possède également un très grand parc pour skateurs dénommé Louisville Extreme Park et reconnu aux États-Unis.
Louisville possède quatre équipes sportives professionnelles et semi-professionnelles. Les Bats de Louisville est le nom de l'équipe de baseball de la ville jouant dans la ligue internationale et est l'équipe affiliée des Reds de Cincinnati. L'équipe joue sur le Louisville Slugger Field dans le quartier de Downtown. Le Fire de Louisville joue dans la ligue mineure af2 qui appartient à l'ligue Aréna de Football. Les autorités ont essayé dans le passé d'attirer sans succès dans la ville des franchises professionnelles de la NBA comme les Grizzlies de Vancouver et les Hornets de La Nouvelle-Orléans.
C'est dans cette ville que se déroule le premier combat professionnel de Mohamed Ali qui l'oppose à Tunney Hunsaker le 29 octobre 1960.

## Transports

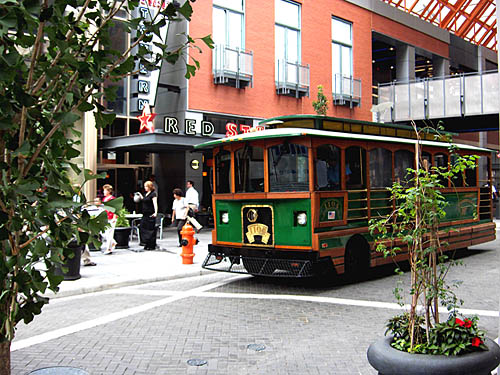
Les Trolleys Toonerville II permettent le transport en commun dans le centre-ville de Louisville et dans les quartiers de Bardstown Road.

L'aéroport international de Louisville est l'aéroport principal de la ville. Son code AITA est SDF car il se nommait dans le passé Standiford Field. L'aéroport abrite le hub principal de l'entreprise de transport UPS. En 2007, l'aéroport a accueilli 3,5 millions de passagers et plus de 2 millions de tonnes de marchandises. Pour ce qui est de la fréquentation par des avions cargos, l'aéroport est classé en quatrième position des aéroports du pays et en onzième position au niveau mondial. Le Bowman Field Airport (en) (code AITA : LOU), plus petit, est utilisé pour l'aviation générale.
Le système d'écluses de McAlpine est situé au sud de la rivière Ohio au niveau du quartier des affaires de Downtown Louisville. Ce système a été construit dans le but de permettre aux bateaux de franchir les chutes de la rivière Ohio. En 2006, plus de 55 millions de tonnes de marchandises sont passées par ce canal.
Le transport public est principalement constitué des bus gérés par le TARC. Les bus se concentrent sur le centre-ville, sa banlieue mais aussi sur tout le comté de Jefferson et vers les comtés voisins du Kentucky et de l'Indiana. Un système de trains légers a été étudié mais aucun projet de construction n'était envisagé en 2007. Dans le quartier de Downtown Louisville, on trouve également des trolleys motorisés dénommés Toonerville II.
Louisville fut dans le passé un nœud important pour le trafic ferroviaire. La compagnie de chemins de fer Louisville and Nashville Railroad était basée dans la ville avant d'être rachetée par la compagnie CSX Transportation. En 2008, la ville était desservie par deux compagnies importantes pour le transport de marchandises, CSX et Norfolk Southern. Cinq lignes importantes connectent ainsi la ville au reste de la région. Depuis 2003, les trains pour passagers d'Amtrak ne desservent plus la ville ce qui fait d'elle une des villes les plus importantes du pays sans service ferroviaire pour passagers.

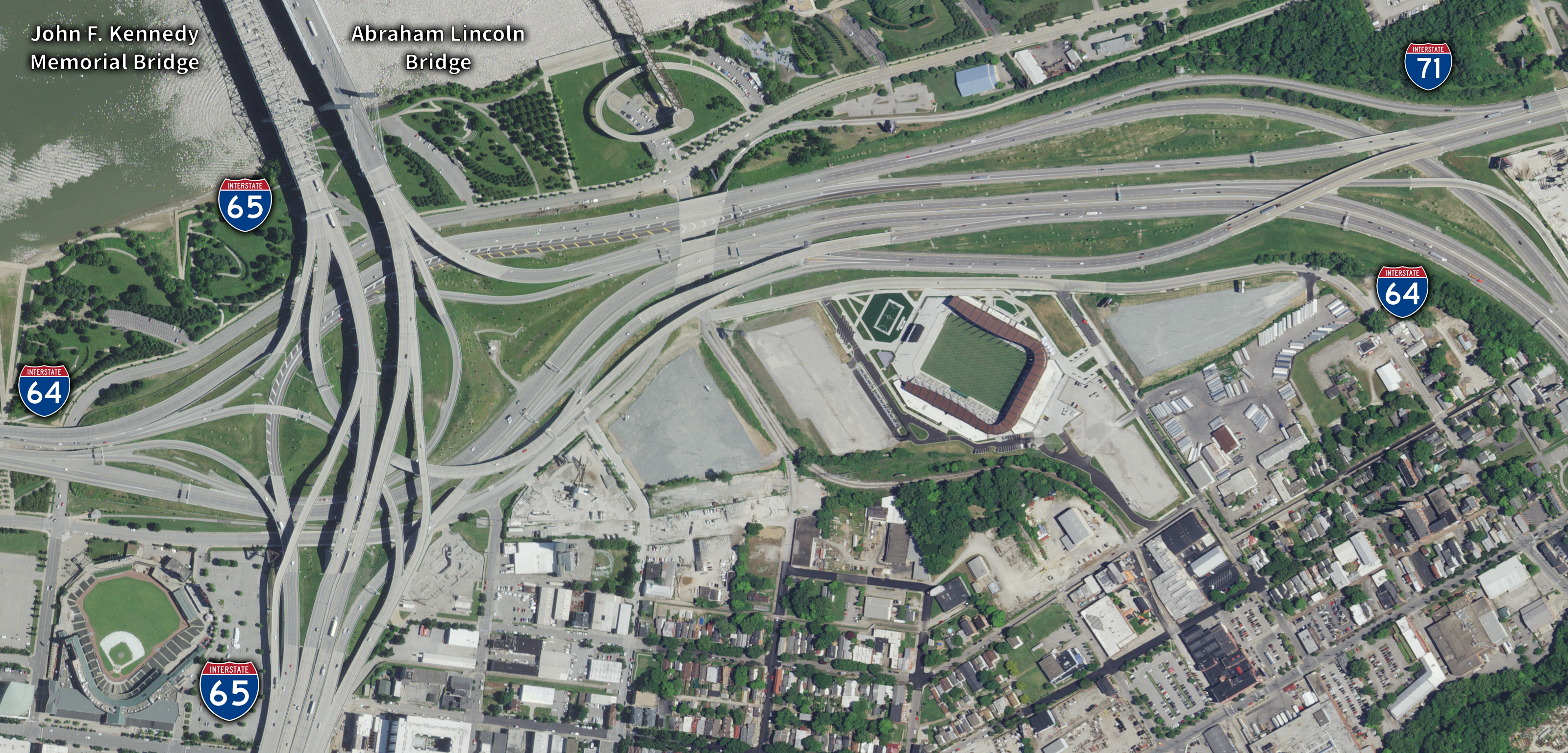
Vue de l'échangeur de Kennedy ("Jonction Spaghetti").

Comme pour de nombreuses villes américaines, le transport dans Louisville est dévolu essentiellement à l'automobile. Louisville possède une ceinture intérieure nommée Interstate 264 et une ceinture routière extérieure nommée Interstate 265. Les voies principales pour atteindre la ville sont les autoroutes 64, 65 et 71. Ces trois voies importantes se rejoignent à l'est de la ville, au niveau de l'échangeur Kennedy, parfois surnommé Jonction Spaghetti à cause de ses nombreuses voies. Deux ponts font traverser les autoroutes 64 et 65 au-dessus de la rivière Ohio et un troisième pont nommé Clark Memorial Bridge est dévolu au transport non autoroutier. Un projet de construction de deux nouveaux ponts pour traverser la rivière est à l'étude depuis de nombreuses années mais des organisations d'écologistes y sont opposées.
Depuis le début du XXIe siècle, divers projets visent également à développer l'utilisation du vélo dans la ville. Un projet de piste cyclable dénommée Metro Loop devrait encercler le comté de Jefferson. En 2007, le quart du circuit était achevé et le reste de la construction devait se poursuivre sur plusieurs années.

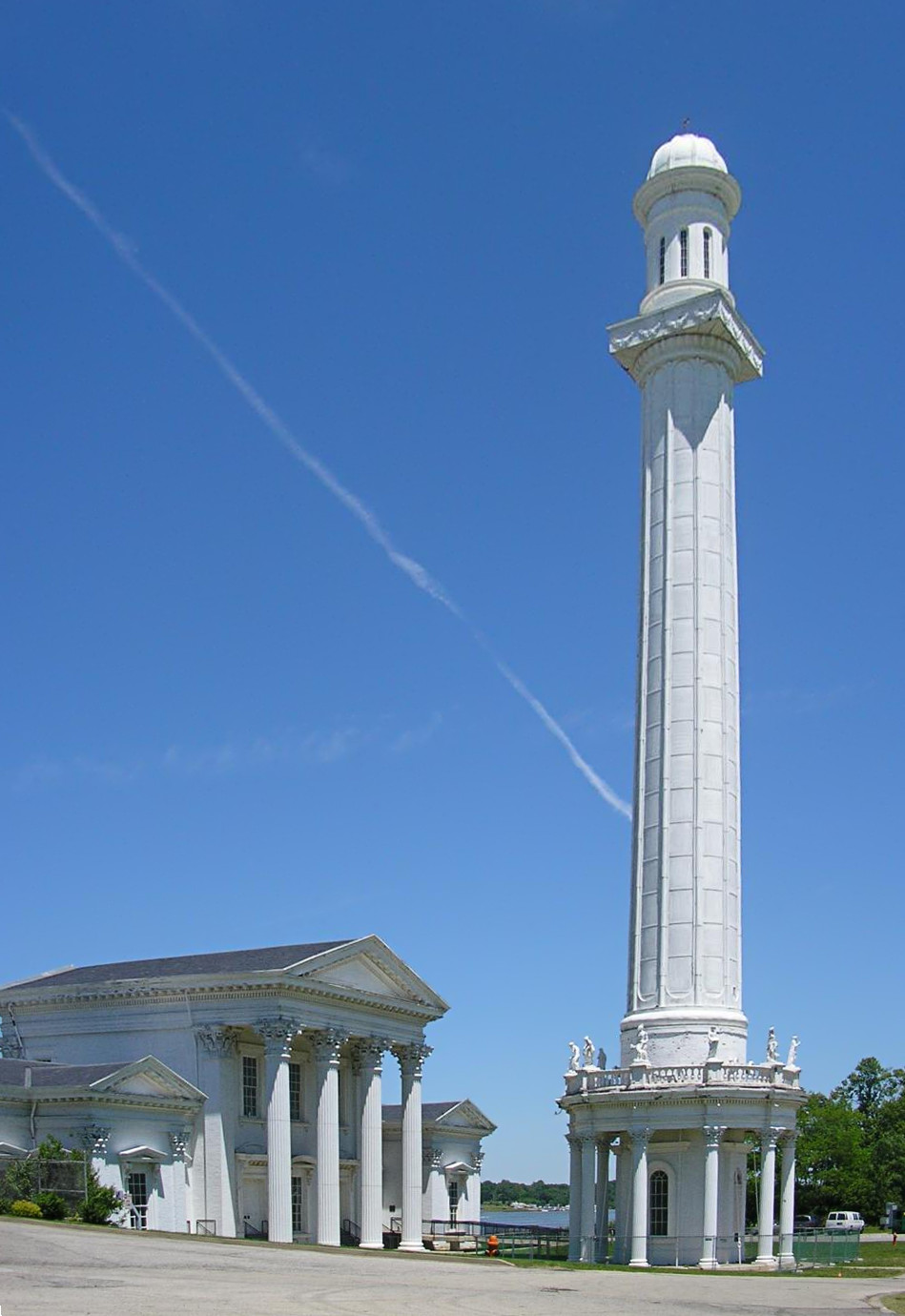
Le château d'eau Louisville Water Tower.

### Infrastructures
L'énergie électrique de la zone métropolitaine de la cité est produite par la société LG&E qui appartient au groupe allemand E.ON. LG&E (Louisville Gas and Electric) était apparue en 1838 en tant que Louisville Gas. LG&E fut formée en 1913 à la suite de la fusion de Louisville Gas, de Louisville Lighting (fondée en 1903) et de Kentucky Heating. En 1998, LG&E fusionna à son tour avec Kentucky Utilities (KU) pour former LG&E Energy. En 2000, LG&E Energy fut acheté par Powergen qui fut lui-même racheté par E.ON. Depuis le premier décembre 2005, la compagnie LG&E Energy se nomme E.ON U.S. La compagnie alimente 350 000 clients en électricité et 300 000 clients en gaz. Elle alimente un territoire dont la superficie avoisine les 1 800 km2 pour une capacité totale de production en électricité de 3,514 MW. L’énergie électrique produite pour la cité provient de trois centrales au charbon, d’une centrale mixte gaz/fioul, de deux centrales au gaz et de la centrale hydroélectrique de McAlpine Locks and Dam.
L'eau est fournie par la Louisville Water Company qui alimente plus de 800 000 clients dans la région. La plus grande partie de cette eau provient du traitement des eaux de la rivière Ohio. La zone est par ailleurs équipée de deux centrales d’épuration des eaux usées.

## Personnalités célèbres

### Louisville est le lieu de naissance de quelques célébrités
| - le militaire Robert Anderson (1805-1871) - le peintre Nicola Marschall (1829–1917) - le rappeur Jack Harlow (1998-) - l'avocat Louis Brandeis (1856-1941) - l'éducateur Abraham Flexner (1861-1959) - la sculptrice Enid Yandell (1869-1934) - le réalisateur Tod Browning (1880-1962) - l'acteur Henry Hull (1890-1977) - l'entrepreneur Colonel Sanders (1890-1980) - l'acteur Billy Gilbert (1894-1971) - l'actrice Irene Dunne (1898-1990) - le musicien Lionel Hampton (1908-2002) - le musicien James Kottak (1962-2024) | - l'acteur Victor Mature (1913-1999) - le joueur de tennis Kay Stammers (1914-2005) - l'acteur William Conrad (1920-1994) - l'artiste Norris Embry (1921-1981) - le musicien Marshall Allen (1924-) - le guitariste Mickey Baker (1925-2012) - le guitariste Jimmy Raney (1927-1995) - l'écrivain Wendell Berry (1934-) - l'auteur Hunter S. Thompson (1937-2005) | - l'acteur Ned Beatty (1937-2021) - l'écrivaine Sue Grafton (1940-2017) - acteur Tommy Kirk (1941-) - le musicien Wilson Pickett (1941-2006) - le boxeur Mohamed Ali (Cassius Clay) (1942-2016) - L'universitaire Houston A. Baker Jr. (1943-) - le réalisateur William Girdler (1947-1978) - l'artiste Don Franciscoo (1946-) - l'actrice Telma Hopkins (1948-) - le dessinateur de Donald Duck Don Rosa (1951-) - l'archevêque de Baltimore William Edward Lori (1951-) - le réalisateur Gus Van Sant (1952-) | - l'actrice Sean Young (1959-) - le magicien Lance Burton (1960-) - l'acteur William Mapother (1965-) - le réalisateur Stephen Gaghan (1965-) - l'acteur John Hensley (1977-) - l'actrice Jennifer Carpenter (1979-) - le chanteur Will Oldham (1970-) - l'actrice Maggie Lawson (1980-) - le basketteur Rajon Rondo (1986-) - l'actrice Jennifer Lawrence (1990-) - le chanteur Bryson Tiller (1993-) |

### Louisville est le lieu de décès de quelques célébrités
- Amelia B. Coppuck Welby

## Jumelages

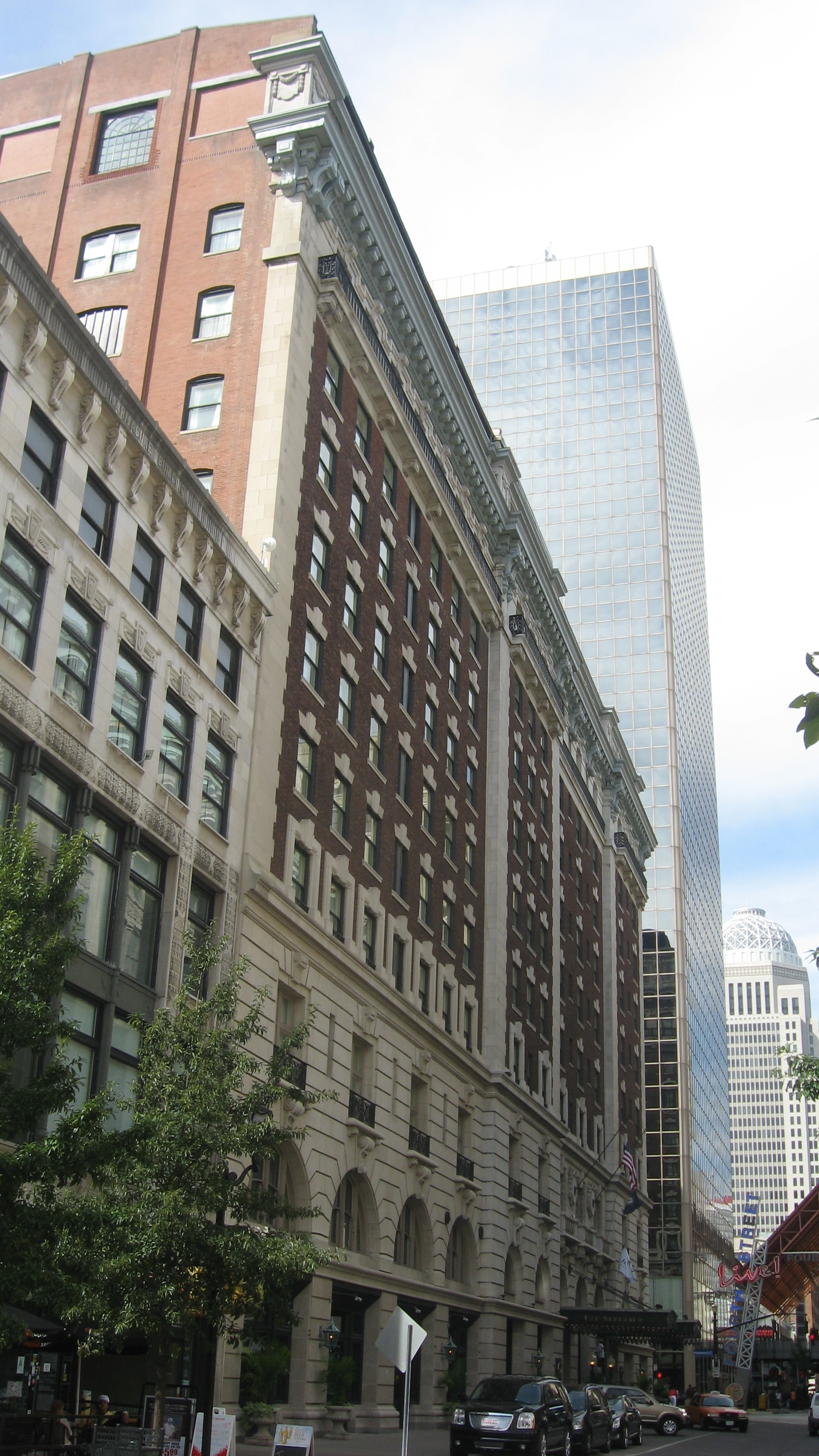
L'hôtel The Seelbach Hilton.

Louisville est jumelée avec :
- Montpellier (France) depuis 1954 ;
- Quito (Équateur) depuis 1962 ;
- Mayence  (Allemagne) depuis 1977 ;
- Tamale (Ghana) depuis 1979 ;
- La Plata (Argentine) depuis 1994 ;
- Perm (Russie) depuis 1994 ;
- Jiujiang (Chine) depuis 2004.

Il est à noter que la ville de  Leeds (Royaume-Uni) est considérée comme une ville amie. Les deux villes sont en effet engagées dans de nombreux programmes d'échanges culturels notamment avec le Frazier International History Museum. Elles coopèrent également pour le développement économique des deux villes.